# A Grande Conquista (1.ª temporada)
A primeira temporada do reality show brasileiro A Grande Conquista foi produzido e exibido pela Record de 8 de maio a 20 de julho de 2023. Sob direção de Rodrigo Carelli, o programa foi apresentado por Mariana Rios e comandado por Lucas Selfie nas plataformas digitais.

## Formato
A primeira temporada foi dividida em três etapas.

### Primeira etapa
Dezesseis famosos passam por uma votação popular no R7 para irem direto à Mansão, com direito a todas as mordomias que o local pode oferecer. Os dez mais votados são enviados para o Hotel, onde ficarão confinados até o início da terceira etapa, enquanto os seis menos votados são enviados para a Vila, onde se juntariam aos 64 anônimos e também famosos que sonham em entrar para a Mansão.

### Segunda etapa
Os seis famosos menos votados e os 64 anônimos e também famosos que aguardam para entrar na mansão ficam confinados na Vila, onde se dividirão em três casas, divididas nas cores laranja (com cinco acomodações para 32 pessoas), azul (com sete camas para 22 pessoas) e verde (com nove camas para dezesseis pessoas), tendo que dividir a comida em quantidades limitadas. Além disso, os competidores também participam de provas numa academia a céu aberto e passam por dinâmicas, com algumas que serão sugeridas pelo público e por uma votação para permanecer no jogo e conquistar as dez últimas vagas para a Mansão. As eliminações acontecem nas quintas-feiras, mas antes, os participantes mais votados pela Vila são mandados para a Zona de Risco e podem se livrar da berlinda através da Prova da Virada, indicando outra pessoa em seu lugar. Assim como acontece em A Fazenda e no Power Couple, os votos são para permanecer no jogo. Os dez selecionados na pré-estreia acompanham todo o desenrolar da convivência na Vila no Hotel, através de câmeras exclusivas, podendo também contribuir em alguma dinâmica, que também tem a participação do público. Semanalmente, há a Tentação e o Dilema, onde os moradores das três casas são testados com artigos de luxo, refeição especial ou até mesmo compras de itens preciosos no mercado. Caso algum dos moradores caia na Tentação ou no Dilema, a casa toda sofre algum tipo de consequência no jogo, podendo ser de trocar um ou mais moradores da casa correspondente, ou ter o fornecimento de algum item essencial suspenso.

### Terceira etapa
Os vinte participantes, sendo os dez mais votados na pré-estreia e os dez mais votados da Vila, são enviados para a Mansão, com tudo o que têm direito, mas, para ficar no jogo e ganhar o prêmio de um milhão de reais, os competidores terão que passar pela convivência, provas e eliminações. A dinâmica segue sendo a mesma da Vila, com exceção da Tentação e do Dilema. A novidade nessa fase é a prova que define os Donos da Casa, realizada todas as sextas-feiras, quando o vencedor da disputa ganha o direito de indicar mais uma pessoa da mansão para garantir o privilégio, exceto se a prova for em dupla, quando os vencedores conquistam o cargo juntos.

#### Esquema de exibição
- Segunda-feira: Atividades de Discórdia
- Terça-feira: Zona de Risco (ao vivo)
- Quarta-feira: Prova da Virada (ao vivo)
- Quinta-feira: Eliminação (ao vivo)
- Sexta-feira: Dinâmica dos Donos da Casa da Semana
- Sábado: Convivência + Festa (flashes ao vivo)
- Domingo: Festa

## Controvérsias

### Igor Cavallo
Dois dias após a estreia do programa, Gabriel Perline, jornalista do portal iG, divulgou que o participante Igor Cavallo estaria em liberdade condicional, uma vez que este possuía uma extensa lista criminal, vindo de condenações por estelionato e roubo majorado — que envolve grave ameaça ou violência contra a vítima. Tal ficha veio à tona após a divulgação de todos os participantes do reality, incluindo também trechos do programa Fantástico, da TV Globo, que exibiu um dos crimes de Cavallo em uma edição de 2007, quando este integrava uma quadrilha na época.
Em nota publicada pela coluna Splash, pertencente ao UOL, a RecordTV informou que segundo a nova Lei Geral de Proteção de Dados Pessoais (LGPD), não divulga dados pessoais de contratados, assim como a assessoria jurídica do participante divulgou uma nota oficial nas redes sociais, confirmando que a participação de Igor seria uma espécie de "ressocialização" na sociedade.
No entanto, em 20 de julho de 2023, horas antes do início do show da grande final do reality, segundo uma reportagem do portal iG, Igor teria tido um surto e, em seguida, xingado e agredido a ex-namorada, sendo levado preso em frente à sede de Itapecerica da Serra. A denúncia partiu de ex-participantes da Vila, que contaram os relatos através do site de notícias, que já havia exposto que Cavallo estava em liberdade condicional. Vídeos das agressões foram vazados pelo grupo dos ex-Vileiros no WhatsApp, sendo possível ouvir a vítima pedindo socorro. Sequencialmente, o material foi enviado à produção da emissora. No dia seguinte, em uma entrevista ao portal Notícias da TV, Cavallo negou que tivesse agredido a ex-namorada e o que rolou na transmissão ao vivo teria sido uma simples discussão de casal. A denúncia só aconteceu por conta de uma briga com as ex-Vileiras Babi Cris e Rayana Diniz, que, segundo o ex-Vileiro, elas não o convidaram para a festa. Igor, inclusive, teria ido sozinho à sede do programa, mas foi impedido de entrar pela equipe de segurança.

### Retirada de Elisa Guerreira
Durante a edição do dia 11 de maio de 2023, foi informado que a participante Elisa Guerreira teria que deixar o programa por recomendações médicas. De acordo com o relato dos participantes e com algumas imagens exibidas pelo VT e através de vídeos circulados nas redes sociais, a participante teve uma crise de convulsão enquanto dormia.

### Acusação de agressão
Durante a festa na madrugada do dia 28 de maio de 2023, a participante Gyselle Soares teria dado um tapa em Thiago Servo em tom de brincadeira, com as imagens circulando nas redes sociais e o público solicitando a expulsão de Gyselle. Após a análise, a produção da RecordTV não encontrou nenhum indício de que houve um ato violento, assim como Thiago havia pedido que Gyselle não fosse expulsa do programa, e, assim, o assunto seria encerrado.

### Desistência de Faby Monarca
No dia 9 de junho de 2023, a participante Faby Monarca recebeu uma informação externa de que sua mãe havia sido internada após descobrir um câncer entre o pulmão e o coração e após ter sido informada do ocorrido, a participante em seguida pediu para desistir do programa, causando comoção na mansão.
Após a desistência, a participante então, perdeu o direito ao cachê pela participação, já que pelo contrato assinado, os participantes que desistirem, forem retirados ou expulsos do reality, não recebem os valores acumulados pelo tempo presente no programa. Em seguida, os fãs da ex-conquisteira (nome dado aos candidatos do reality) iniciaram a campanha #AjudeAFaby em prol de acumular um valor em dinheiro para o tratamento de sua mãe, que acabou falecendo no dia 11 de julho de 2023.

## Participantes
Abaixo a lista dos participantes desta edição, com as ocupações listadas pelo site oficial do programa e com as respectivas idades durante o início das gravações.
| Participante                                            | Profissão                                         | Resultado                             |
| ------------------------------------------------------- | ------------------------------------------------- | ------------------------------------- |
| Thiago Servo 37 anos, Maringá - PR                      | Cantor e compositor                               | Vencedor em 20 de julho de 2023       |
| Gabriel Roza 23 anos, Vassouras - RJ                    | Influenciador digital                             | 2º lugar em 20 de julho de 2023       |
| Natália Deodato 23 anos, Sabará - MG                    | Atriz, empresária e influenciadora digital        | 3º lugar em 20 de julho de 2023       |
| Gyselle Soares 39 anos, Teresina - PI                   | Apresentadora e atriz                             | 4º lugar em 20 de julho de 2023       |
| Alexandre Suita 37 anos, Quirinópolis - GO              | Empresário e influenciador digital                | 15.º eliminado em 18 de julho de 2023 |
| Sandra Melquiades 50 anos, Maceió - AL                  | Aposentada                                        | 14.ª eliminada em 17 de julho de 2023 |
| Daniel Toko 34 anos, São Bernardo do Campo - SP         | Repórter e cantor                                 | 13.º eliminado em 15 de julho de 2023 |
| Ricardo Villardo 35 anos, Rio de Janeiro - RJ           | Ator e professor de teatro                        | 12.º eliminado em 15 de julho de 2023 |
| Giulia Garcia 19 anos, São Paulo - SP                   | Atriz e influenciadora digital                    | 11.ª eliminada em 13 de julho de 2023 |
| Murilo Dias 32 anos, Brazlândia - DF                    | Modelo e influenciador digital                    | 10.º eliminado em 12 de julho de 2023 |
| Victoria Macan 26 anos, São Francisco de Paula - RS     | DJ e empresária                                   | 9.ª eliminada em 6 de julho de 2023   |
| Janielly Nogueira 33 anos, Jaboatão dos Guararapes - PE | Estudante de direito                              | 8.ª eliminada em 29 de junho de 2023  |
| Medrado 30 anos, Guarulhos - SP                         | Cantora e compositora                             | 7.ª eliminada em 28 de junho de 2023  |
| Bruno Tálamo 34 anos, São Paulo - SP                    | Jornalista                                        | 6.º eliminado em 22 de junho de 2023  |
| Ana Paula Almeida 46 anos, Rio de Janeiro - RJ          | Apresentadora, atriz e publicitária               | 5.ª eliminada em 21 de junho de 2023  |
| Tiago Dionisio 29 anos, Parnamirim - RN                 | Humorista e influenciador digital                 | 4.º eliminado em 15 de junho de 2023  |
| Faby Monarca 44 anos, São Paulo - SP                    | Empresária e administradora                       | Desistente em 9 de junho de 2023      |
| Erick Ricarte 31 anos, Aracaju - SE                     | Jornalista e ator                                 | 3.º eliminado em 8 de junho de 2023   |
| Stephanie Gomes 23 anos, Rio de Janeiro - RJ            | Estudante de biomedicina e influenciadora digital | 2.ª eliminada em 1 de junho de 2023   |
| Bruno Camargo 35 anos, São Paulo - SP                   | Modelo e professor de educação física             | 1.º eliminado em 25 de maio de 2023   |

### Disputa pelas vagas na Vila
| Número | Participante                                               | Profissão                                        | Casa Inicial | Resultado                       |
| ------ | ---------------------------------------------------------- | ------------------------------------------------ | ------------ | ------------------------------- |
| 45     | Murilo Dias 32 anos, Brazlândia - DF                       | Modelo e influenciador digital                   | Laranja      | Escolhido em 17 de maio de 2023 |
| 21     | Gabriel Roza 23 anos, Vassouras - RJ                       | Influenciador digital                            | Laranja      | Escolhido em 18 de maio de 2023 |
| 56     | Sandra Melquiades 50 anos, Maceió - AL                     | Aposentada                                       | Laranja      | Escolhida em 18 de maio de 2023 |
| 47     | Natália Deodato 23 anos, Sabará - MG                       | Atriz, empresária e influenciadora digital       | Azul         | Escolhida em 18 de maio de 2023 |
| 66     | Thiago Servo 37 anos, Maringá - PR                         | Cantor e compositor                              | Azul         | Escolhido em 18 de maio de 2023 |
| 25     | Gyselle Soares 39 anos, Teresina - PI                      | Apresentadora e atriz                            | Laranja      | Escolhida em 18 de maio de 2023 |
| 62     | Tiago Dionisio 29 anos, Parnamirim - RN                    | Humorista e influenciador digital                | Azul         | Escolhido em 18 de maio de 2023 |
| 42     | Medrado 30 anos, Guarulhos - SP                            | Cantora e compositora                            | Laranja      | Escolhida em 18 de maio de 2023 |
| 18     | Erick Ricarte 31 anos, Aracaju - SE                        | Jornalista e ator                                | Verde        | Escolhido em 18 de maio de 2023 |
| 31     | Janielly Nogueira 33 anos, Jaboatão dos Guararapes - PE    | Estudante de direito                             | Laranja      | Escolhida em 18 de maio de 2023 |
| 14     | Dicesar Ferreira 57 anos, Sertanópolis - PR                | Maquiador                                        | Verde        | Eliminado em 18 de maio de 2023 |
| 10     | Camilla Uckers 31 anos, Fortaleza - CE                     | Influenciadora digital                           | Laranja      | Eliminada em 18 de maio de 2023 |
| 2      | Antônio Rafaski 29 anos, Vila Velha - ES                   | Ator                                             | Laranja      | Eliminado em 18 de maio de 2023 |
| 65     | Glauco Marciano 29 anos, São Paulo - SP                    | Modelo e fisiculturista                          | Verde        | Eliminado em 18 de maio de 2023 |
| 48     | Niick Donato 28 anos, Salvador - BA                        | Vendedora e repositora                           | Laranja      | Eliminada em 18 de maio de 2023 |
| 37     | Lary Bottino 25 anos, Rio de Janeiro - RJ                  | Criadora de conteúdo digital e empresária        | Azul         | Eliminada em 18 de maio de 2023 |
| 12     | Davi Oliveira 41 anos, Salvador - BA                       | Vigilante e motoboy                              | Azul         | Eliminado em 18 de maio de 2023 |
| 67     | Kelly Santos 43 anos, São Paulo - SP                       | Jogadora de basquete                             | Laranja      | Eliminada em 18 de maio de 2023 |
| 38     | Layssa Souza 25 anos, Caruaru - PE                         | Influenciadora digital e advogada                | Verde        | Eliminada em 18 de maio de 2023 |
| 27     | Hulk Magrelo 44 anos, Carapicuíba - SP                     | Ator                                             | Azul         | Eliminado em 18 de maio de 2023 |
| 52     | Rayana Diniz 33 anos, Lagoa Dourada - MG                   | Pedagoga                                         | Laranja      | Eliminada em 16 de maio de 2023 |
| 68     | MC M10 28 anos, Santo André - SP                           | Cantor e ator                                    | Verde        | Eliminado em 16 de maio de 2023 |
| 63     | Vic Silva 25 anos, Rio de Janeiro - RJ                     | Influenciadora digital                           | Azul         | Eliminada em 16 de maio de 2023 |
| 69     | Érika Coimbra 42 anos, Belo Horizonte - MG                 | Ex-jogadora de vôlei                             | Azul         | Eliminada em 16 de maio de 2023 |
| 24     | Gus Saran 27 anos, Ribeirão Preto - SP                     | Artista e professor de dança                     | Laranja      | Eliminado em 16 de maio de 2023 |
| 5      | Blade 42 anos, São Paulo - SP                              | Comediante e dançarino                           | Verde        | Eliminado em 16 de maio de 2023 |
| 11     | Cleyton Mendes 30 anos, Poá - SP                           | Escritor, poeta e arte educador                  | Azul         | Eliminado em 16 de maio de 2023 |
| 60     | Tati Bambolê 31 anos, São Paulo - SP                       | Dançarina                                        | Laranja      | Eliminada em 16 de maio de 2023 |
| 13     | Day Oliveira 33 anos, Morrinhos - GO                       | Influenciadora digital e empresária              | Verde        | Eliminada em 16 de maio de 2023 |
| 70     | Carolina Lekker 25 anos, Juiz de Fora - MG                 | Modelo e maquiadora                              | Laranja      | Eliminada em 14 de maio de 2023 |
| 41     | Maria Oliveira 26 anos, São João de Meriti - RJ            | Lutadora de MMA e blogueira                      | Azul         | Eliminada em 14 de maio de 2023 |
| 49     | Marcos Oliver 46 anos, Taubaté - SP                        | Ator e modelo                                    | Azul         | Eliminado em 14 de maio de 2023 |
| 28     | Igor Cavallo 43 anos, São Paulo - SP                       | Mestre jiu-jitsu e fotógrafo                     | Azul         | Eliminado em 14 de maio de 2023 |
| 57     | Stéphanie Souza 27 anos, São Leopoldo - RS                 | Artista e comunicadora                           | Laranja      | Eliminada em 14 de maio de 2023 |
| 19     | Fagner Sousa 34 anos, Campinas - SP                        | DJ e modelo                                      | Laranja      | Eliminado em 14 de maio de 2023 |
| 44     | Monsueto 51 anos, Rio de Janeiro - RJ                      | Professor de dança                               | Azul         | Eliminado em 14 de maio de 2023 |
| 53     | Ronaldo Moura 32 anos, São Paulo - SP                      | Ator e modelo                                    | Laranja      | Eliminado em 14 de maio de 2023 |
| 43     | Mirian Carter 44 anos, Itanhém - BA                        | Autora, escritora e estudante de música          | Azul         | Eliminada em 14 de maio de 2023 |
| 33     | Jaqueline Moderna 38 anos, São Paulo - SP                  | Promotora de vendas                              | Verde        | Eliminada em 14 de maio de 2023 |
| 58     | Tácito Cury 44 anos, São Paulo - SP                        | Ator, chef e confeiteiro                         | Azul         | Eliminado em 12 de maio de 2023 |
| 1      | Aícha Mubobo 22 anos, Luanda - Angola                      | Modelo                                           | Azul         | Eliminada em 12 de maio de 2023 |
| 4      | Babi Cris 35 anos, São Paulo - SP                          | Modelo plus size e fotógrafa                     | Verde        | Eliminada em 12 de maio de 2023 |
| 26     | Hagda Kerolayne 26 anos, Cristino Castro - PI              | Influenciadora digital e cantora                 | Laranja      | Eliminada em 12 de maio de 2023 |
| 46     | Nathan Camargo 28 anos, São Paulo - SP                     | Empresário e influenciador digital               | Laranja      | Eliminado em 12 de maio de 2023 |
| 35     | Jhon Falcão 33 anos, Brumado - BA                          | Cantor e humorista                               | Laranja      | Eliminado em 12 de maio de 2023 |
| 51     | Rafa Sant 26 anos, Mogi das Cruzes - SP                    | Influenciadora digital e extensionista de cílios | Laranja      | Eliminada em 12 de maio de 2023 |
| 20     | Francis Souza 37 anos, Presidente Prudente - SP            | Ator e investidor                                | Laranja      | Eliminado em 12 de maio de 2023 |
| 29     | Carol Imoniana 33 anos, São Paulo - SP                     | Influenciadora digital e fisioterapeuta          | Azul         | Eliminada em 12 de maio de 2023 |
| 40     | Lukinhas 37 anos, Taboão da Serra - SP                     | Motorista e vendedor ambulante                   | Azul         | Eliminado em 12 de maio de 2023 |
| 16     | Elisa Guerreira 40 anos, Estância - SE                     | Influenciadora digital e técnica de enfermagem   | Azul         | Retirada em 11 de maio de 2023  |
| 54     | Yanne Anttunes (Ruiva do Peixe) 36 anos, Matupá - MT       | Representante comercial                          | Laranja      | Eliminada em 10 de maio de 2023 |
| 61     | Thayra Machado 27 anos, Franca - SP                        | Modelo e estudante de odontologia                | Azul         | Eliminada em 10 de maio de 2023 |
| 15     | Douglas Martins 33 anos, São Paulo - SP                    | Cantor e dançarino                               | Laranja      | Eliminado em 10 de maio de 2023 |
| 23     | Gui Dams 25 anos, Florianópolis - SC                       | Personal trainer de futebol                      | Verde        | Eliminado em 10 de maio de 2023 |
| 3      | Artur Frances 43 anos, São Paulo - SP                      | Mixologista e produtor de eventos                | Verde        | Eliminado em 10 de maio de 2023 |
| 22     | Gabriel Sequeira 40 anos, Engenheiro Paulo de Frontin - RJ | Policial militar e modelo                        | Laranja      | Eliminado em 10 de maio de 2023 |
| 36     | Kaline França 32 anos, São Paulo - SP                      | Apresentadora e locutora                         | Laranja      | Eliminada em 10 de maio de 2023 |
| 64     | Will Barba 46 anos, São Paulo - SP                         | Empresário e barbeiro                            | Verde        | Eliminado em 10 de maio de 2023 |
| 39     | Leo Rodriguez 34 anos, Descalvado - SP                     | Cantor e investidor                              | Laranja      | Eliminado em 10 de maio de 2023 |
| 55     | Leandro Ryco 57 anos, Volta Redonda - RJ                   | Empresário                                       | Verde        | Eliminado em 10 de maio de 2023 |
| 9      | MC Mello 20 anos, Guarulhos - SP                           | Cantora e compositora                            | Laranja      | Eliminada em 10 de maio de 2023 |
| 8      | Carlos Câmara 51 anos, Rio de Janeiro - RJ                 | Gari                                             | Laranja      | Eliminado em 10 de maio de 2023 |
| 59     | Tailane Peixoto 38 anos, Porto Alegre - RS                 | Influenciadora digital                           | Azul         | Eliminada em 10 de maio de 2023 |
| 32     | Jaqueline Santos 27 anos, Oliveira - MG                    | Atriz e humorista                                | Verde        | Eliminada em 10 de maio de 2023 |
| 17     | Ellie 27 anos, São Paulo - SP                              | Modelo e comunicadora                            | Azul         | Eliminada em 10 de maio de 2023 |
| 30     | Ítalo Coutinho 50 anos, Maceió - AL                        | Cantor e empresário                              | Verde        | Eliminado em 10 de maio de 2023 |
| 6      | Jemilly Brenda 30 anos, São Paulo - SP                     | Gerente de casa noturna e estudante              | Verde        | Eliminada em 10 de maio de 2023 |
| 50     | Priscila Parizotto 40 anos, São Paulo - SP                 | Dona de casa                                     | Laranja      | Eliminada em 10 de maio de 2023 |
| 7      | Fernando Bueno 29 anos, São Bernardo do Campo - SP         | Backoffice                                       | Laranja      | Eliminado em 10 de maio de 2023 |
| 34     | Jeferson Santos 51 anos, São Paulo - SP                    | Comerciante                                      | Laranja      | Eliminado em 10 de maio de 2023 |

## Histórico

### Tarefas
|                      | Semana 1 | Semana 1 | Semana 1                                                                                        | Semana 1                                | Semana 1                                                                                   | Semana 2                                                                                                | Semana 3                                                                      | Semana 4                                             | Semana 5                                                       | Semana 6                                  | Semana 7                      | Semana 8                            | Semana 9                                | Semana 10                                   |
| Dia 3                | Dia 5 | Dia 7 | Dia 9                                                                                           | Dia 11                                  |                                                                                            | Semana 2                                                                                                | Semana 3                                                                      | Semana 4                                             | Semana 5                                                       | Semana 6                                  | Semana 7                      | Semana 8                            | Semana 9                                | Semana 10                                   |
| -------------------- | --- | --- | ----------------------------------------------------------------------------------------------- | --------------------------------------- | ------------------------------------------------------------------------------------------ | --- | ----------------------------------------------------------------------------- | ---------------------------------------------------- | -------------------------------------------------------------- | ----------------------------------------- | ----------------------------- | ----------------------------------- | --------------------------------------- | ------------------------------------------- |
| Donos                | Glauco Thiago Servo Kelly | Glauco Thiago Servo Kelly | Glauco Thiago Servo Kelly                                                                       | Glauco Thiago Servo Kelly               | Dicesar                                                                                    | Natália Sandra                                                                                          | Erick Thiago Servo                                                            | Erick Ricardo                                        | Alexandre Bruno Tálamo                                         | Janielly Natália                          | Alexandre Victoria            | Murilo Victoria                     | Giulia Ricardo                          | Natália Sandra                              |
| Convidados do quarto | Day MC M10 | Day MC M10 | Day Layssa                                                                                      | Day Layssa                              | Kelly Sandra                                                                               | Ana Paula Janielly Medrado                                                                              | Bruno Tálamo Faby Tiago Dionisio                                              | Giulia Thiago Servo Victoria                         | Daniel Gabriel Roza Gyselle                                    | Medrado Murilo Sandra                     | Gabriel Roza Giulia Murilo    | Daniel Giulia Ricardo               | Daniel Murilo Natália                   | Alexandre Gabriel Roza Ricardo              |
| Convidados do quarto | Érika Vic | Lary Vic | Hulk Mirian                                                                                     | Hulk                                    | Kelly Sandra                                                                               | Ana Paula Janielly Medrado                                                                              | Bruno Tálamo Faby Tiago Dionisio                                              | Giulia Thiago Servo Victoria                         | Daniel Gabriel Roza Gyselle                                    | Medrado Murilo Sandra                     | Gabriel Roza Giulia Murilo    | Daniel Giulia Ricardo               | Daniel Murilo Natália                   | Alexandre Gabriel Roza Ricardo              |
| Convidados do quarto | Gus Sandra | Camilla Francis | Camilla Janielly                                                                                | Camilla Janielly                        | Kelly Sandra                                                                               | Ana Paula Janielly Medrado                                                                              | Bruno Tálamo Faby Tiago Dionisio                                              | Giulia Thiago Servo Victoria                         | Daniel Gabriel Roza Gyselle                                    | Medrado Murilo Sandra                     | Gabriel Roza Giulia Murilo    | Daniel Giulia Ricardo               | Daniel Murilo Natália                   | Alexandre Gabriel Roza Ricardo              |
| Cozinha              | Blade Dicesar Jaqueline Moderna | Dicesar Jaqueline Moderna Monsueto | Dicesar Jaqueline Moderna Niick                                                                 | Dicesar Natália Niick                   | Lary Medrado Murilo                                                                        | Faby Murilo                                                                                             | Alexandre Murilo                                                              | Ana Paula Medrado                                    | Daniel Medrado                                                 | Ana Paula Bruno Tálamo                    | Gyselle Janielly              | Alexandre Gyselle                   | Gyselle Sandra                          | Daniel Ricardo                              |
| Cozinha              | Davi Monsueto Will | Lukinhas Rafa Tácito | Érika Maria Vic                                                                                 | Murilo Rayana Tati                      | Lary Medrado Murilo                                                                        | Faby Murilo                                                                                             | Alexandre Murilo                                                              | Ana Paula Medrado                                    | Daniel Medrado                                                 | Ana Paula Bruno Tálamo                    | Gyselle Janielly              | Alexandre Gyselle                   | Gyselle Sandra                          | Daniel Ricardo                              |
| Cozinha              | Francis Hagda Murilo | Gus Murilo Rayana | Gus Tati Rayana                                                                                 | Gus                                     | Lary Medrado Murilo                                                                        | Faby Murilo                                                                                             | Alexandre Murilo                                                              | Ana Paula Medrado                                    | Daniel Medrado                                                 | Ana Paula Bruno Tálamo                    | Gyselle Janielly              | Alexandre Gyselle                   | Gyselle Sandra                          | Daniel Ricardo                              |
| Limpeza e arrumação  | Artur Gui Jemilly | Carolina Gyselle Natália | Blade Gyselle Medrado                                                                           | Blade Davi Medrado                      | Davi Glauco Tiago Dionisio                                                                 | Bruno Tálamo Erick Gyselle Ricardo                                                                      | Giulia Janielly Sandra Victoria                                               | Bruno Tálamo Gabriel Roza Natália Tiago Dionisio     | Giulia Ricardo Sandra Thiago Servo                             | Gabriel Roza Giulia Thiago Servo Victoria | Daniel Medrado Natália Sandra | Giulia Natália Ricardo Thiago Servo | Daniel Gabriel Roza Murilo Thiago Servo | Alexandre Gabriel Roza Gyselle Thiago Servo |
| Limpeza e arrumação  | Elisa Igor Mirian | Aícha Babi Carol | Erick Lary Tiago Dionisio                                                                       | Antônio Sandra Vic                      | Davi Glauco Tiago Dionisio                                                                 | Bruno Tálamo Erick Gyselle Ricardo                                                                      | Giulia Janielly Sandra Victoria                                               | Bruno Tálamo Gabriel Roza Natália Tiago Dionisio     | Giulia Ricardo Sandra Thiago Servo                             | Gabriel Roza Giulia Thiago Servo Victoria | Daniel Medrado Natália Sandra | Giulia Natália Ricardo Thiago Servo | Daniel Gabriel Roza Murilo Thiago Servo | Alexandre Gabriel Roza Gyselle Thiago Servo |
| Limpeza e arrumação  | Jhon Kaline MC Mello | Gabriel Roza Janielly Tati | Gabriel Roza Murilo Ronaldo                                                                     | Gabriel Roza Tiago Dionisio             | Davi Glauco Tiago Dionisio                                                                 | Bruno Tálamo Erick Gyselle Ricardo                                                                      | Giulia Janielly Sandra Victoria                                               | Bruno Tálamo Gabriel Roza Natália Tiago Dionisio     | Giulia Ricardo Sandra Thiago Servo                             | Gabriel Roza Giulia Thiago Servo Victoria | Daniel Medrado Natália Sandra | Giulia Natália Ricardo Thiago Servo | Daniel Gabriel Roza Murilo Thiago Servo | Alexandre Gabriel Roza Gyselle Thiago Servo |
| Sem tarefas          | Ítalo Layssa Leandro Aícha Babi Carol Cleyton Erick Hulk Jaqueline Santos Lary Lukinhas Maria Natália Oliver Rafa Tácito Tailane Thayra Tiago Dionisio Antônio Camilla Carlos Carolina Douglas Ellie Fagner Fernando Gabriel Roza Gabriel Sequeira Gyselle Janielly Jeferson Leo Medrado Nathan Niick Priscila Rayana Ronaldo Stéphanie Souza Tati Yanne | Antônio Blade Cleyton Davi Fagner Layssa Medrado Niick Sandra Stéphanie Souza Elisa Erick Érika Igor Maria Mirian Oliver Tiago Dionisio Hagda Jhon Nathan Ronaldo | Antônio Carolina Cleyton Davi Fagner MC M10 Monsueto Natália Sandra Stéphanie Souza Igor Oliver | Cleyton Gyselle MC M10 Erick Érika Lary | Antônio Camilla Erick Gabriel Roza Gyselle Hulk Janielly Layssa Natália Niick Thiago Servo | Alexandre Bruno Camargo Daniel Gabriel Roza Giulia Stephanie Gomes Thiago Servo Tiago Dionisio Victoria | Ana Paula Daniel Gabriel Roza Gyselle Medrado Natália Ricardo Stephanie Gomes | Alexandre Daniel Faby Gyselle Janielly Murilo Sandra | Ana Paula Faby Janielly Murilo Natália Tiago Dionisio Victoria | Alexandre Daniel Gyselle Ricardo          | Ricardo Thiago Servo          | Gabriel Roza Sandra                 | Alexandre                               | Ninguém                                     |

### Tentação
| Semanas  | Semanas | Tentação               | Donos | Donos | Donos | Consequência                                                                                             |
| Semana 1 | Dia 2   | Tentação               | Donos | Donos | Donos | Consequência                                                                                             |
| -------- | ------- | ---------------------- | --- | --- | --- | --- |
| Semana 1 | Dia 2   | Comer pizza na praça   | Glauco | Kelly | Thiago Servo | Levar os participantes para comer pizza. Abrir mão da pizza para enviar participantes para outras Casas. |
| Semana 1 | Dia 2   | Dilema                 | Recompensa | Sim | Sim | Levar participantes para comer pizza                                                                     |
| Semana 1 | Dia 2   | Consequência do Dilema | O Dono Glauco terá que escolher quatro participantes de sua Casa (Babi, Erick, Jaqueline Santos e Will) para se mudarem para outra Casa. | O Dono Glauco terá que escolher quatro participantes de sua Casa (Babi, Erick, Jaqueline Santos e Will) para se mudarem para outra Casa. | O Dono Glauco terá que escolher quatro participantes de sua Casa (Babi, Erick, Jaqueline Santos e Will) para se mudarem para outra Casa. | Levar participantes para comer pizza                                                                     |
| Semana 1 | Dia 4   |                        | Glauco | | | Quantidade diária de comida racionada.                                                                   |
| Semana 1 | Dia 4   |                        | Sim | Não | Não | Quantidade diária de comida racionada.                                                                   |

### Punições
| Data  | Participante | Motivo                                     | Duração  | Punição         | Donos da Semana        |
| ----- | ------------ | ------------------------------------------ | -------- | --------------- | ---------------------- |
| 26/05 | Erick        | Não utilizou o microfone para se comunicar | 12 horas | Sem água quente | Erick Thiago Servo     |
| 07/06 | Daniel       | Não utilizou o microfone para se comunicar |          |                 | Erick Ricardo          |
| 07/06 | Thiago Servo | Não utilizou o microfone para se comunicar |          |                 | Erick Ricardo          |
| 10/06 | Medrado      | Danificou utensílios da casa               | 24 horas | Sem piscina     | Alexandre Bruno Tálamo |
| 15/06 | Victoria     | Não utilizou o microfone para se comunicar | 24 horas | Sem academia    | Alexandre Bruno Tálamo |

### Votação
|                             |                             | Semana 0                                                                       | Semana 0                                                            | Semana 1 | Semana 1                       | Semana 1 | Semana 1 | Semana 1 | Semana 1 | Semana 1 | Semana 2                            | Semana 3                              | Semana 4                           | Semana 5                             | Semana 6                               | Semana 6                           | Semana 7                              | Semana 7                           | Semana 8                       | Semana 9                      | Semana 9                      | Semana 10                           | Semana 10                                                  | Semana 10                                           | Semana 11                                 | Votos recebidos |
| Homens                      | Mulheres                    | Dia 3                                                                          | Dia 5                                                               | Dia 6 | Dia 7                          | Dia 9 | Dia 11 | Dia 12 | Dia 45 | Dia 46 | Semana 2                            | Semana 3                              | Semana 4                           | Semana 5                             | Dia 52                                 | Dia 53                             | Dia 66                                | Dia 67                             | Semana 8                       | Dia 69                        | Dia 71                        | Dia 72                              | Final                                                      |                                                     |                                           | Votos recebidos |
| --------------------------- | --------------------------- | ------------------------------------------------------------------------------ | ------------------------------------------------------------------- | --- | ------------------------------ | --- | --- | --- | --- | --- | ----------------------------------- | ------------------------------------- | ---------------------------------- | ------------------------------------ | -------------------------------------- | ---------------------------------- | ------------------------------------- | ---------------------------------- | ------------------------------ | ----------------------------- | ----------------------------- | ----------------------------------- | ---------------------------------------------------------- | --------------------------------------------------- | ----------------------------------------- | --------------- |
| Donos da Semana             | Donos da Semana             | (nenhum)                                                                       | (nenhum)                                                            | Glauco Kelly Thiago Servo | Glauco Kelly Thiago Servo      | Glauco Kelly Thiago Servo | Glauco Kelly Thiago Servo | Glauco Kelly Thiago Servo | Dicesar | Dicesar | Natália Sandra                      | Erick Thiago Servo                    | Erick Ricardo                      | Alexandre Bruno Tálamo               | Janielly Natália                       | Janielly Natália                   | Alexandre Victoria                    | Alexandre Victoria                 | Murilo Victoria                | Giulia Ricardo                | Giulia Ricardo                | Natália Sandra                      | (nenhum)                                                   | (nenhum)                                            | (nenhum)                                  |                 |
| Indicado (Donos)            | Indicado (Donos)            | (nenhum)                                                                       | (nenhum)                                                            | Antônio Camilla Carlos Douglas Ellie Fagner Fernando Gabriel Roza Gabriel Sequeira Gyselle Janielly Jeferson Kaline Leo MC Mello Priscila Rayana Stéphanie Souza Tati Yanne Cleyton Davi Elisa Jaqueline Santos Maria Natália Oliver Tailane Thayra Will Artur Blade Gui Ítalo Jemilly Leandro | Ronaldo Lukinhas Glauco        | Francis Gabriel Roza Gus Hagda Janielly Jhon Murilo Nathan Rayana Tati Aícha Babi Carol Erick Igor Maria Oliver Rafa Tácito Tiago Dionisio Antônio Blade Cleyton Davi Day Fagner Layssa MC M10 Monsueto Stéphanie Souza | Camilla Murilo Ronaldo Igor Maria Mirian Oliver Tiago Dionisio Antônio Carolina Cleyton Davi Fagner Gyselle Jaqueline Moderna Medrado Monsueto Natália Niick Sandra Stéphanie Souza | Gabriel Roza Tiago Dionisio Erick Murilo Rayana Vic Cleyton                                                                                           | (nenhum) | (nenhum) | Bruno Tálamo                        | Faby                                  | Tiago Dionisio                     | Murilo                               | Ana Paula                              | (nenhum)                           | Daniel                                | (nenhum)                           | Sandra                         | Sandra                        | (nenhum)                      | Thiago Servo                        | (nenhum)                                                   | (nenhum)                                            | (nenhum)                                  |                 |
| Indicado (Mansão)           | Indicado (Mansão)           | (nenhum)                                                                       | (nenhum)                                                            | (nenhum) | (nenhum)                       | (nenhum) | (nenhum) | (nenhum) | (nenhum) | (nenhum) | Thiago Servo                        | Stephanie Gomes                       | Gyselle                            | Ana Paula                            | Thiago Servo                           | (nenhum)                           | Gabriel Roza                          | (nenhum)                           | Giulia                         | Gyselle                       | (nenhum)                      | Ricardo                             | (nenhum)                                                   | (nenhum)                                            | (nenhum)                                  |                 |
| Indicado (Outros)           | Indicado (Outros)           | (nenhum)                                                                       | (nenhum)                                                            | (nenhum) | (nenhum)                       | (nenhum) | (nenhum) | Camilla Gus Érika Lary Sandra Tati Blade Day Dicesar Gyselle MC M10 Medrado Natália Niick                                                             | Murilo | Antônio Camilla Davi Dicesar Erick Gabriel Roza Glauco Gyselle Hulk Janielly Kelly Lary Layssa Medrado Natália Niick Sandra Thiago Servo Tiago Dionisio        | Natália                             | Erick                                 | Erick                              | Bruno Tálamo                         | Gyselle Natália                        | Gyselle Natália Thiago Servo       | Alexandre Medrado                     | Alexandre Daniel Gabriel Roza      | Victoria                       | Giulia Murilo                 | Giulia Gyselle Sandra         | Daniel Natália                      | Gyselle Natália Sandra Thiago Servo                        | Alexandre Gabriel Roza Gyselle Natália Thiago Servo | (nenhum)                                  |                 |
| Vencedor da Prova da Virada | Vencedor da Prova da Virada | (nenhum)                                                                       | (nenhum)                                                            | (nenhum) | (nenhum)                       | (nenhum) | (nenhum) | (nenhum) | (nenhum) | (nenhum) | Thiago Servo                        | Faby                                  | Tiago Dionisio                     | Bruno Tálamo                         | (nenhum)                               | Natália                            | (nenhum)                              | Alexandre                          | Sandra                         | (nenhum)                      | Sandra                        | (nenhum)                            | (nenhum)                                                   | (nenhum)                                            | (nenhum)                                  |                 |
| Indicado (Prova da Virada)  | Indicado (Prova da Virada)  | (nenhum)                                                                       | (nenhum)                                                            | (nenhum) | (nenhum)                       | (nenhum) | (nenhum) | (nenhum) | (nenhum) | (nenhum) | Bruno Camargo                       | Tiago Dionisio                        | Thiago Servo                       | Tiago Dionisio                       | (nenhum)                               | Bruno Tálamo                       | (nenhum)                              | Janielly                           | Ricardo                        | (nenhum)                      | Daniel                        | (nenhum)                            | (nenhum)                                                   | (nenhum)                                            | (nenhum)                                  |                 |
|                             |                             |                                                                                |                                                                     | |                                | | | | | |                                     |                                       |                                    |                                      |                                        |                                    |                                       |                                    |                                |                               |                               |                                     |                                                            |                                                     |                                           |                 |
|                             | Thiago Servo                | Votação                                                                        | Não elegível                                                        | Dono | Dono                           | Dono | Dono | Dono | Não elegível | Zona de Risco | Murilo                              | Dono                                  | Ricardo Faby                       | Alexandre Ricardo                    | Natália Murilo                         | Zona de Risco                      | Alexandre Medrado                     | Não elegível                       | Victoria Giulia                | Giulia Murilo                 | Não elegível                  | Natália Alexandre                   | Zona de Risco                                              | Zona de Risco                                       | Vencedor (Dia 75)                         | 24              |
|                             | Gabriel Roza                | Ausente                                                                        | Ausente                                                             | Salvo | Salvo                          | Zona de Risco | Imune | Zona de Risco | Não elegível | Zona de Risco | Sandra Gyselle                      | Erick Stephanie Gomes                 | Erick Daniel                       | Bruno Tálamo Medrado                 | Natália Thiago Servo                   | Não elegível                       | Victoria Ricardo                      | Zona de Risco                      | Victoria Giulia                | Ricardo Thiago Servo          | Não elegível                  | Natália Ricardo                     | Salvo                                                      | Zona de Risco                                       | 2º lugar (Dia 75)                         | 11              |
|                             | Natália                     | Ausente                                                                        | Ausente                                                             | Salva | Salva                          | Imune | Zona de Risco | Zona de Risco | Não elegível | Zona de Risco | Dona                                | Thiago Servo Gyselle                  | Erick Gyselle                      | Alexandre Ana Paula                  | Dona                                   | Salva                              | Victoria Giulia                       | Não elegível                       | Victoria Giulia                | Giulia Gyselle                | Não elegível                  | Daniel                              | Zona de Risco                                              | Zona de Risco                                       | 3º lugar (Dia 75)                         | 28              |
|                             | Gyselle                     | Ausente                                                                        | Ausente                                                             | Zona de Risco | Salva                          | Imune | Salva | Zona de Risco | Não elegível | Zona de Risco | Natália Faby                        | Thiago Servo Stephanie Gomes          | Ricardo Ana Paula                  | Alexandre Ricardo                    | Natália Alexandre                      | Zona de Risco                      | Alexandre Giulia                      | Não elegível                       | Victoria Giulia                | Giulia Gabriel Roza           | Zona de Risco                 | Natália Gabriel Roza                | Zona de Risco                                              | Zona de Risco                                       | 4º lugar (Dia 75)                         | 27              |
|                             | Alexandre                   | Votação                                                                        | Não elegível                                                        | Ausente | Ausente                        | Ausente | Ausente | Ausente | Ausente | Ausente | Natália Ricardo                     | Thiago Servo Ana Paula                | Ricardo Ana Paula                  | Dono                                 | Janielly Thiago Servo                  | Não elegível                       | Dono                                  | Salvo                              | Victoria Giulia                | Ricardo Daniel                | Não elegível                  | Sandra Ricardo                      | Salvo                                                      | Zona de Risco                                       | Eliminado (Dia 73)                        | 22              |
|                             | Sandra                      | Ausente                                                                        | Ausente                                                             | Imune | Salva                          | Imune | Salva | Zona de Risco | Não elegível | Zona de Risco | Dona                                | Erick Stephanie Gomes                 | Ricardo Daniel                     | Bruno Tálamo Ana Paula               | Natália Gyselle (x2)                   | Não elegível                       | Victoria Giulia                       | Não elegível                       | Victoria Giulia                | Giulia Gyselle                | Salva                         | Ricardo (x2)                        | Zona de Risco                                              | Eliminada (Dia 72)                                  | Eliminada (Dia 72)                        | 13              |
|                             | Daniel                      | Votação                                                                        | Não elegível                                                        | Ausente | Ausente                        | Ausente | Ausente | Ausente | Ausente | Ausente | Natália Erick                       | Thiago Servo Stephanie Gomes          | Ricardo Giulia                     | Alexandre Ricardo                    | Natália Alexandre                      | Não elegível                       | Alexandre Gabriel Roza                | Zona de Risco                      | Victoria Giulia                | Giulia Natália                | Zona de Risco                 | Natália Alexandre                   | Eliminado (Dia 70)                                         | Eliminado (Dia 70)                                  | Eliminado (Dia 70)                        | 9               |
|                             | Ricardo                     | Votação                                                                        | Não elegível                                                        | Ausente | Ausente                        | Ausente | Ausente | Ausente | Ausente | Ausente | Sandra Thiago Servo                 | Thiago Servo Bruno Tálamo             | Dono                               | Alexandre Daniel                     | Janielly Thiago Servo                  | Não elegível                       | Alexandre Gabriel Roza                | Não elegível                       | Murilo Gyselle                 | Gyselle                       | Dono                          | Sandra Alexandre                    | Eliminado (Dia 70)                                         | Eliminado (Dia 70)                                  | Eliminado (Dia 70)                        | 21              |
|                             | Giulia                      | Não elegível                                                                   | Votação                                                             | Ausente | Ausente                        | Ausente | Ausente | Ausente | Ausente | Ausente | Natália Thiago Servo                | Erick Gyselle                         | Erick Daniel                       | Bruno Tálamo Ana Paula               | Natália Thiago Servo Gyselle           | Não elegível                       | Alexandre Gabriel Roza                | Não elegível                       | Murilo Gyselle                 | Gyselle                       | Zona de Risco                 | Eliminada (Dia 68)                  | Eliminada (Dia 68)                                         | Eliminada (Dia 68)                                  | Eliminada (Dia 68)                        | 16              |
|                             | Murilo                      | Ausente                                                                        | Ausente                                                             | Imune | Salvo                          | Zona de Risco | Zona de Risco | Zona de Risco | Votação | Salvo | Natália Thiago Servo                | Erick Stephanie Gomes                 | Erick Gyselle                      | Bruno Tálamo Ana Paula               | Natália Thiago Servo                   | Não elegível                       | Alexandre Sandra                      | Não elegível                       | Dono                           | Ricardo Gyselle               | Eliminado (Dia 67)            | Eliminado (Dia 67)                  | Eliminado (Dia 67)                                         | Eliminado (Dia 67)                                  | Eliminado (Dia 67)                        | 12              |
|                             | Victoria                    | Não elegível                                                                   | Votação                                                             | Ausente | Ausente                        | Ausente | Ausente | Ausente | Ausente | Ausente | Sandra Thiago Servo                 | Erick Gyselle                         | Erick Gyselle                      | Bruno Tálamo Ana Paula               | Natália Thiago Servo                   | Não elegível                       | Dona                                  | Dona                               | Dona                           | Eliminada (Dia 61)            | Eliminada (Dia 61)            | Eliminada (Dia 61)                  | Eliminada (Dia 61)                                         | Eliminada (Dia 61)                                  | Eliminada (Dia 61)                        | 10              |
|                             | Janielly                    | Ausente                                                                        | Ausente                                                             | Salva | Salva                          | Zona de Risco | Imune | Imune | Não elegível | Zona de Risco | Natália Erick                       | Thiago Servo Stephanie Gomes          | Erick Daniel                       | Alexandre Ana Paula                  | Dona                                   | Dona                               | Alexandre Gabriel Roza                | Zona de Risco                      | Eliminada (Dia 54)             | Eliminada (Dia 54)            | Eliminada (Dia 54)            | Eliminada (Dia 54)                  | Eliminada (Dia 54)                                         | Eliminada (Dia 54)                                  | Eliminada (Dia 54)                        | 7               |
|                             | Medrado                     | Ausente                                                                        | Ausente                                                             | Imune | Salva                          | Imune | Salva | Salva | Não elegível | Zona de Risco | Sandra Thiago Servo                 | Erick Bruno Tálamo                    | Erick Bruno Tálamo                 | Bruno Tálamo Ana Paula               | Natália Gyselle                        | Não elegível                       | Alexandre Gabriel Roza                | Eliminada (Dia 53)                 | Eliminada (Dia 53)             | Eliminada (Dia 53)            | Eliminada (Dia 53)            | Eliminada (Dia 53)                  | Eliminada (Dia 53)                                         | Eliminada (Dia 53)                                  | Eliminada (Dia 53)                        | 7               |
|                             | Bruno Tálamo                | Votação                                                                        | Não elegível                                                        | Ausente | Ausente                        | Ausente | Ausente | Ausente | Ausente | Ausente | Natália Gyselle                     | Thiago Servo Stephanie Gomes          | Ricardo Medrado                    | Dono                                 | Natália Alexandre Murilo               | Zona de Risco                      | Eliminado (Dia 47)                    | Eliminado (Dia 47)                 | Eliminado (Dia 47)             | Eliminado (Dia 47)            | Eliminado (Dia 47)            | Eliminado (Dia 47)                  | Eliminado (Dia 47)                                         | Eliminado (Dia 47)                                  | Eliminado (Dia 47)                        | 14              |
|                             | Ana Paula                   | Não elegível                                                                   | Votação                                                             | Ausente | Ausente                        | Ausente | Ausente | Ausente | Ausente | Ausente | Tiago Dionisio                      | Erick Alexandre                       | Erick Gyselle                      | Alexandre Ricardo                    | Janielly Alexandre (x2)                | Eliminada (Dia 46)                 | Eliminada (Dia 46)                    | Eliminada (Dia 46)                 | Eliminada (Dia 46)             | Eliminada (Dia 46)            | Eliminada (Dia 46)            | Eliminada (Dia 46)                  | Eliminada (Dia 46)                                         | Eliminada (Dia 46)                                  | Eliminada (Dia 46)                        | 11              |
|                             | Tiago Dionisio              | Ausente                                                                        | Ausente                                                             | Imune | Salvo                          | Zona de Risco | Zona de Risco | Zona de Risco | Não elegível | Zona de Risco | Natália Erick                       | Erick Stephanie Gomes                 | Erick Gyselle                      | Bruno Tálamo Ricardo                 | Eliminado (Dia 40)                     | Eliminado (Dia 40)                 | Eliminado (Dia 40)                    | Eliminado (Dia 40)                 | Eliminado (Dia 40)             | Eliminado (Dia 40)            | Eliminado (Dia 40)            | Eliminado (Dia 40)                  | Eliminado (Dia 40)                                         | Eliminado (Dia 40)                                  | Eliminado (Dia 40)                        | 8               |
|                             | Faby                        | Não elegível                                                                   | Votação                                                             | Ausente | Ausente                        | Ausente | Ausente | Ausente | Ausente | Ausente | Gyselle                             | Erick Bruno Tálamo                    | Erick Thiago Servo                 | Desistente (Dia 34)                  | Desistente (Dia 34)                    | Desistente (Dia 34)                | Desistente (Dia 34)                   | Desistente (Dia 34)                | Desistente (Dia 34)            | Desistente (Dia 34)           | Desistente (Dia 34)           | Desistente (Dia 34)                 | Desistente (Dia 34)                                        | Desistente (Dia 34)                                 | Desistente (Dia 34)                       | 3               |
|                             | Erick                       | Ausente                                                                        | Ausente                                                             | Imune | Salvo                          | Zona de Risco | Imune | Zona de Risco | Não elegível | Zona de Risco | Murilo                              | Dono                                  | Dono                               | Eliminado (Dia 33)                   | Eliminado (Dia 33)                     | Eliminado (Dia 33)                 | Eliminado (Dia 33)                    | Eliminado (Dia 33)                 | Eliminado (Dia 33)             | Eliminado (Dia 33)            | Eliminado (Dia 33)            | Eliminado (Dia 33)                  | Eliminado (Dia 33)                                         | Eliminado (Dia 33)                                  | Eliminado (Dia 33)                        | 26              |
|                             | Stephanie Gomes             | Não elegível                                                                   | Votação                                                             | Ausente | Ausente                        | Ausente | Ausente | Ausente | Ausente | Ausente | Sandra Gyselle                      | Erick Bruno Tálamo                    | Eliminada (Dia 26)                 | Eliminada (Dia 26)                   | Eliminada (Dia 26)                     | Eliminada (Dia 26)                 | Eliminada (Dia 26)                    | Eliminada (Dia 26)                 | Eliminada (Dia 26)             | Eliminada (Dia 26)            | Eliminada (Dia 26)            | Eliminada (Dia 26)                  | Eliminada (Dia 26)                                         | Eliminada (Dia 26)                                  | Eliminada (Dia 26)                        | 8               |
|                             | Bruno Camargo               | Votação                                                                        | Não elegível                                                        | Ausente | Ausente                        | Ausente | Ausente | Ausente | Ausente | Ausente | Natália Thiago Servo                | Eliminado (Dia 19)                    | Eliminado (Dia 19)                 | Eliminado (Dia 19)                   | Eliminado (Dia 19)                     | Eliminado (Dia 19)                 | Eliminado (Dia 19)                    | Eliminado (Dia 19)                 | Eliminado (Dia 19)             | Eliminado (Dia 19)            | Eliminado (Dia 19)            | Eliminado (Dia 19)                  | Eliminado (Dia 19)                                         | Eliminado (Dia 19)                                  | Eliminado (Dia 19)                        | 1               |
|                             | Dicesar                     | Ausente                                                                        | Ausente                                                             | Imune | Salvo                          | Imune | Imune | Zona de Risco | Dono | Zona de Risco | Eliminado (Dia 12)                  | Eliminado (Dia 12)                    | Eliminado (Dia 12)                 | Eliminado (Dia 12)                   | Eliminado (Dia 12)                     | Eliminado (Dia 12)                 | Eliminado (Dia 12)                    | Eliminado (Dia 12)                 | Eliminado (Dia 12)             | Eliminado (Dia 12)            | Eliminado (Dia 12)            | Eliminado (Dia 12)                  | Eliminado (Dia 12)                                         | Eliminado (Dia 12)                                  | Eliminado (Dia 12)                        | 2               |
|                             | Camilla                     | Ausente                                                                        | Ausente                                                             | Zona de Risco | Salva                          | Imune | Salva | Zona de Risco | Não elegível | Zona de Risco | Eliminada (Dia 12)                  | Eliminada (Dia 12)                    | Eliminada (Dia 12)                 | Eliminada (Dia 12)                   | Eliminada (Dia 12)                     | Eliminada (Dia 12)                 | Eliminada (Dia 12)                    | Eliminada (Dia 12)                 | Eliminada (Dia 12)             | Eliminada (Dia 12)            | Eliminada (Dia 12)            | Eliminada (Dia 12)                  | Eliminada (Dia 12)                                         | Eliminada (Dia 12)                                  | Eliminada (Dia 12)                        | 4               |
|                             | Antônio                     | Ausente                                                                        | Ausente                                                             | Zona de Risco | Salvo                          | Salvo | Zona de Risco | Imune | Não elegível | Zona de Risco | Eliminado (Dia 12)                  | Eliminado (Dia 12)                    | Eliminado (Dia 12)                 | Eliminado (Dia 12)                   | Eliminado (Dia 12)                     | Eliminado (Dia 12)                 | Eliminado (Dia 12)                    | Eliminado (Dia 12)                 | Eliminado (Dia 12)             | Eliminado (Dia 12)            | Eliminado (Dia 12)            | Eliminado (Dia 12)                  | Eliminado (Dia 12)                                         | Eliminado (Dia 12)                                  | Eliminado (Dia 12)                        | 4               |
|                             | Glauco                      | Votação                                                                        | Não elegível                                                        | Dono | Zona de Risco                  | Salvo | Dono | Dono | Não elegível | Zona de Risco | Eliminado (Dia 12)                  | Eliminado (Dia 12)                    | Eliminado (Dia 12)                 | Eliminado (Dia 12)                   | Eliminado (Dia 12)                     | Eliminado (Dia 12)                 | Eliminado (Dia 12)                    | Eliminado (Dia 12)                 | Eliminado (Dia 12)             | Eliminado (Dia 12)            | Eliminado (Dia 12)            | Eliminado (Dia 12)                  | Eliminado (Dia 12)                                         | Eliminado (Dia 12)                                  | Eliminado (Dia 12)                        | 2               |
|                             | Niick                       | Ausente                                                                        | Ausente                                                             | Imune | Salva                          | Imune | Salva | Salva | Não elegível | Zona de Risco | Eliminada (Dia 12)                  | Eliminada (Dia 12)                    | Eliminada (Dia 12)                 | Eliminada (Dia 12)                   | Eliminada (Dia 12)                     | Eliminada (Dia 12)                 | Eliminada (Dia 12)                    | Eliminada (Dia 12)                 | Eliminada (Dia 12)             | Eliminada (Dia 12)            | Eliminada (Dia 12)            | Eliminada (Dia 12)                  | Eliminada (Dia 12)                                         | Eliminada (Dia 12)                                  | Eliminada (Dia 12)                        | 3               |
|                             | Lary                        | Ausente                                                                        | Ausente                                                             | Imune | Salva                          | Imune | Imune | Salva | Não elegível | Zona de Risco | Eliminada (Dia 12)                  | Eliminada (Dia 12)                    | Eliminada (Dia 12)                 | Eliminada (Dia 12)                   | Eliminada (Dia 12)                     | Eliminada (Dia 12)                 | Eliminada (Dia 12)                    | Eliminada (Dia 12)                 | Eliminada (Dia 12)             | Eliminada (Dia 12)            | Eliminada (Dia 12)            | Eliminada (Dia 12)                  | Eliminada (Dia 12)                                         | Eliminada (Dia 12)                                  | Eliminada (Dia 12)                        | 2               |
|                             | Davi                        | Ausente                                                                        | Ausente                                                             | Salvo | Salvo                          | Salvo | Salvo | Imune | Não elegível | Zona de Risco | Eliminado (Dia 12)                  | Eliminado (Dia 12)                    | Eliminado (Dia 12)                 | Eliminado (Dia 12)                   | Eliminado (Dia 12)                     | Eliminado (Dia 12)                 | Eliminado (Dia 12)                    | Eliminado (Dia 12)                 | Eliminado (Dia 12)             | Eliminado (Dia 12)            | Eliminado (Dia 12)            | Eliminado (Dia 12)                  | Eliminado (Dia 12)                                         | Eliminado (Dia 12)                                  | Eliminado (Dia 12)                        | 4               |
|                             | Kelly                       | Não elegível                                                                   | Votação                                                             | Dona | Dona                           | Dona | Dona | Dona | Não elegível | Zona de Risco | Eliminada (Dia 12)                  | Eliminada (Dia 12)                    | Eliminada (Dia 12)                 | Eliminada (Dia 12)                   | Eliminada (Dia 12)                     | Eliminada (Dia 12)                 | Eliminada (Dia 12)                    | Eliminada (Dia 12)                 | Eliminada (Dia 12)             | Eliminada (Dia 12)            | Eliminada (Dia 12)            | Eliminada (Dia 12)                  | Eliminada (Dia 12)                                         | Eliminada (Dia 12)                                  | Eliminada (Dia 12)                        | 1               |
|                             | Layssa                      | Ausente                                                                        | Ausente                                                             | Imune | Salva                          | Salva | Imune | Imune | Não elegível | Zona de Risco | Eliminada (Dia 12)                  | Eliminada (Dia 12)                    | Eliminada (Dia 12)                 | Eliminada (Dia 12)                   | Eliminada (Dia 12)                     | Eliminada (Dia 12)                 | Eliminada (Dia 12)                    | Eliminada (Dia 12)                 | Eliminada (Dia 12)             | Eliminada (Dia 12)            | Eliminada (Dia 12)            | Eliminada (Dia 12)                  | Eliminada (Dia 12)                                         | Eliminada (Dia 12)                                  | Eliminada (Dia 12)                        | 2               |
|                             | Hulk                        | Ausente                                                                        | Ausente                                                             | Imune | Salvo                          | Imune | Imune | Imune | Não elegível | Zona de Risco | Eliminado (Dia 12)                  | Eliminado (Dia 12)                    | Eliminado (Dia 12)                 | Eliminado (Dia 12)                   | Eliminado (Dia 12)                     | Eliminado (Dia 12)                 | Eliminado (Dia 12)                    | Eliminado (Dia 12)                 | Eliminado (Dia 12)             | Eliminado (Dia 12)            | Eliminado (Dia 12)            | Eliminado (Dia 12)                  | Eliminado (Dia 12)                                         | Eliminado (Dia 12)                                  | Eliminado (Dia 12)                        | 1               |
|                             | Rayana                      | Ausente                                                                        | Ausente                                                             | Zona de Risco | Salva                          | Zona de Risco | Imune | Zona de Risco | Eliminada (Dia 10) | Eliminada (Dia 10) | Eliminada (Dia 10)                  | Eliminada (Dia 10)                    | Eliminada (Dia 10)                 | Eliminada (Dia 10)                   | Eliminada (Dia 10)                     | Eliminada (Dia 10)                 | Eliminada (Dia 10)                    | Eliminada (Dia 10)                 | Eliminada (Dia 10)             | Eliminada (Dia 10)            | Eliminada (Dia 10)            | Eliminada (Dia 10)                  | Eliminada (Dia 10)                                         | Eliminada (Dia 10)                                  | Eliminada (Dia 10)                        | 3               |
|                             | MC M10                      | Votação                                                                        | Não elegível                                                        | Imune | Salvo                          | Salvo | Imune | Zona de Risco | Eliminado (Dia 10) | Eliminado (Dia 10) | Eliminado (Dia 10)                  | Eliminado (Dia 10)                    | Eliminado (Dia 10)                 | Eliminado (Dia 10)                   | Eliminado (Dia 10)                     | Eliminado (Dia 10)                 | Eliminado (Dia 10)                    | Eliminado (Dia 10)                 | Eliminado (Dia 10)             | Eliminado (Dia 10)            | Eliminado (Dia 10)            | Eliminado (Dia 10)                  | Eliminado (Dia 10)                                         | Eliminado (Dia 10)                                  | Eliminado (Dia 10)                        | 2               |
|                             | Vic                         | Ausente                                                                        | Ausente                                                             | Imune | Salva                          | Imune | Imune | Zona de Risco | Eliminada (Dia 10) | Eliminada (Dia 10) | Eliminada (Dia 10)                  | Eliminada (Dia 10)                    | Eliminada (Dia 10)                 | Eliminada (Dia 10)                   | Eliminada (Dia 10)                     | Eliminada (Dia 10)                 | Eliminada (Dia 10)                    | Eliminada (Dia 10)                 | Eliminada (Dia 10)             | Eliminada (Dia 10)            | Eliminada (Dia 10)            | Eliminada (Dia 10)                  | Eliminada (Dia 10)                                         | Eliminada (Dia 10)                                  | Eliminada (Dia 10)                        | 1               |
|                             | Érika                       | Não elegível                                                                   | Votação                                                             | Imune | Salva                          | Imune | Imune | Zona de Risco | Eliminada (Dia 10) | Eliminada (Dia 10) | Eliminada (Dia 10)                  | Eliminada (Dia 10)                    | Eliminada (Dia 10)                 | Eliminada (Dia 10)                   | Eliminada (Dia 10)                     | Eliminada (Dia 10)                 | Eliminada (Dia 10)                    | Eliminada (Dia 10)                 | Eliminada (Dia 10)             | Eliminada (Dia 10)            | Eliminada (Dia 10)            | Eliminada (Dia 10)                  | Eliminada (Dia 10)                                         | Eliminada (Dia 10)                                  | Eliminada (Dia 10)                        | 1               |
|                             | Gus                         | Ausente                                                                        | Ausente                                                             | Imune | Salvo                          | Zona de Risco | Imune | Zona de Risco | Eliminado (Dia 10) | Eliminado (Dia 10) | Eliminado (Dia 10)                  | Eliminado (Dia 10)                    | Eliminado (Dia 10)                 | Eliminado (Dia 10)                   | Eliminado (Dia 10)                     | Eliminado (Dia 10)                 | Eliminado (Dia 10)                    | Eliminado (Dia 10)                 | Eliminado (Dia 10)             | Eliminado (Dia 10)            | Eliminado (Dia 10)            | Eliminado (Dia 10)                  | Eliminado (Dia 10)                                         | Eliminado (Dia 10)                                  | Eliminado (Dia 10)                        | 2               |
|                             | Blade                       | Ausente                                                                        | Ausente                                                             | Salvo | Salvo                          | Salvo | Imune | Zona de Risco | Eliminado (Dia 10) | Eliminado (Dia 10) | Eliminado (Dia 10)                  | Eliminado (Dia 10)                    | Eliminado (Dia 10)                 | Eliminado (Dia 10)                   | Eliminado (Dia 10)                     | Eliminado (Dia 10)                 | Eliminado (Dia 10)                    | Eliminado (Dia 10)                 | Eliminado (Dia 10)             | Eliminado (Dia 10)            | Eliminado (Dia 10)            | Eliminado (Dia 10)                  | Eliminado (Dia 10)                                         | Eliminado (Dia 10)                                  | Eliminado (Dia 10)                        | 3               |
|                             | Cleyton                     | Ausente                                                                        | Ausente                                                             | Salvo | Salvo                          | Salvo | Salvo | Zona de Risco | Eliminado (Dia 10) | Eliminado (Dia 10) | Eliminado (Dia 10)                  | Eliminado (Dia 10)                    | Eliminado (Dia 10)                 | Eliminado (Dia 10)                   | Eliminado (Dia 10)                     | Eliminado (Dia 10)                 | Eliminado (Dia 10)                    | Eliminado (Dia 10)                 | Eliminado (Dia 10)             | Eliminado (Dia 10)            | Eliminado (Dia 10)            | Eliminado (Dia 10)                  | Eliminado (Dia 10)                                         | Eliminado (Dia 10)                                  | Eliminado (Dia 10)                        | 4               |
|                             | Tati                        | Ausente                                                                        | Ausente                                                             | Salva | Salva                          | Zona de Risco | Imune | Zona de Risco | Eliminada (Dia 10) | Eliminada (Dia 10) | Eliminada (Dia 10)                  | Eliminada (Dia 10)                    | Eliminada (Dia 10)                 | Eliminada (Dia 10)                   | Eliminada (Dia 10)                     | Eliminada (Dia 10)                 | Eliminada (Dia 10)                    | Eliminada (Dia 10)                 | Eliminada (Dia 10)             | Eliminada (Dia 10)            | Eliminada (Dia 10)            | Eliminada (Dia 10)                  | Eliminada (Dia 10)                                         | Eliminada (Dia 10)                                  | Eliminada (Dia 10)                        | 3               |
|                             | Day                         | Ausente                                                                        | Ausente                                                             | Imune | Salva                          | Salva | Imune | Zona de Risco | Eliminada (Dia 10) | Eliminada (Dia 10) | Eliminada (Dia 10)                  | Eliminada (Dia 10)                    | Eliminada (Dia 10)                 | Eliminada (Dia 10)                   | Eliminada (Dia 10)                     | Eliminada (Dia 10)                 | Eliminada (Dia 10)                    | Eliminada (Dia 10)                 | Eliminada (Dia 10)             | Eliminada (Dia 10)            | Eliminada (Dia 10)            | Eliminada (Dia 10)                  | Eliminada (Dia 10)                                         | Eliminada (Dia 10)                                  | Eliminada (Dia 10)                        | 2               |
|                             | Carolina                    | Não elegível                                                                   | Votação                                                             | Imune | Salva                          | Imune | Zona de Risco | Eliminada (Dia 8) | Eliminada (Dia 8) | Eliminada (Dia 8) | Eliminada (Dia 8)                   | Eliminada (Dia 8)                     | Eliminada (Dia 8)                  | Eliminada (Dia 8)                    | Eliminada (Dia 8)                      | Eliminada (Dia 8)                  | Eliminada (Dia 8)                     | Eliminada (Dia 8)                  | Eliminada (Dia 8)              | Eliminada (Dia 8)             | Eliminada (Dia 8)             | Eliminada (Dia 8)                   | Eliminada (Dia 8)                                          | Eliminada (Dia 8)                                   | Eliminada (Dia 8)                         | 1               |
|                             | Maria                       | Ausente                                                                        | Ausente                                                             | Salva | Salva                          | Zona de Risco | Zona de Risco | Eliminada (Dia 8) | Eliminada (Dia 8) | Eliminada (Dia 8) | Eliminada (Dia 8)                   | Eliminada (Dia 8)                     | Eliminada (Dia 8)                  | Eliminada (Dia 8)                    | Eliminada (Dia 8)                      | Eliminada (Dia 8)                  | Eliminada (Dia 8)                     | Eliminada (Dia 8)                  | Eliminada (Dia 8)              | Eliminada (Dia 8)             | Eliminada (Dia 8)             | Eliminada (Dia 8)                   | Eliminada (Dia 8)                                          | Eliminada (Dia 8)                                   | Eliminada (Dia 8)                         | 3               |
|                             | Oliver                      | Ausente                                                                        | Ausente                                                             | Zona de Risco | Salvo                          | Zona de Risco | Zona de Risco | Eliminado (Dia 8) | Eliminado (Dia 8) | Eliminado (Dia 8) | Eliminado (Dia 8)                   | Eliminado (Dia 8)                     | Eliminado (Dia 8)                  | Eliminado (Dia 8)                    | Eliminado (Dia 8)                      | Eliminado (Dia 8)                  | Eliminado (Dia 8)                     | Eliminado (Dia 8)                  | Eliminado (Dia 8)              | Eliminado (Dia 8)             | Eliminado (Dia 8)             | Eliminado (Dia 8)                   | Eliminado (Dia 8)                                          | Eliminado (Dia 8)                                   | Eliminado (Dia 8)                         | 3               |
|                             | Igor                        | Ausente                                                                        | Ausente                                                             | Imune | Salvo                          | Zona de Risco | Zona de Risco | Eliminado (Dia 8) | Eliminado (Dia 8) | Eliminado (Dia 8) | Eliminado (Dia 8)                   | Eliminado (Dia 8)                     | Eliminado (Dia 8)                  | Eliminado (Dia 8)                    | Eliminado (Dia 8)                      | Eliminado (Dia 8)                  | Eliminado (Dia 8)                     | Eliminado (Dia 8)                  | Eliminado (Dia 8)              | Eliminado (Dia 8)             | Eliminado (Dia 8)             | Eliminado (Dia 8)                   | Eliminado (Dia 8)                                          | Eliminado (Dia 8)                                   | Eliminado (Dia 8)                         | 2               |
|                             | Stéphanie Souza             | Ausente                                                                        | Ausente                                                             | Salva | Salva                          | Salva | Zona de Risco | Eliminada (Dia 8) | Eliminada (Dia 8) | Eliminada (Dia 8) | Eliminada (Dia 8)                   | Eliminada (Dia 8)                     | Eliminada (Dia 8)                  | Eliminada (Dia 8)                    | Eliminada (Dia 8)                      | Eliminada (Dia 8)                  | Eliminada (Dia 8)                     | Eliminada (Dia 8)                  | Eliminada (Dia 8)              | Eliminada (Dia 8)             | Eliminada (Dia 8)             | Eliminada (Dia 8)                   | Eliminada (Dia 8)                                          | Eliminada (Dia 8)                                   | Eliminada (Dia 8)                         | 3               |
|                             | Fagner                      | Ausente                                                                        | Ausente                                                             | Zona de Risco | Salvo                          | Salvo | Zona de Risco | Eliminado (Dia 8) | Eliminado (Dia 8) | Eliminado (Dia 8) | Eliminado (Dia 8)                   | Eliminado (Dia 8)                     | Eliminado (Dia 8)                  | Eliminado (Dia 8)                    | Eliminado (Dia 8)                      | Eliminado (Dia 8)                  | Eliminado (Dia 8)                     | Eliminado (Dia 8)                  | Eliminado (Dia 8)              | Eliminado (Dia 8)             | Eliminado (Dia 8)             | Eliminado (Dia 8)                   | Eliminado (Dia 8)                                          | Eliminado (Dia 8)                                   | Eliminado (Dia 8)                         | 3               |
|                             | Monsueto                    | Ausente                                                                        | Ausente                                                             | Imune | Salvo                          | Salvo | Zona de Risco | Eliminado (Dia 8) | Eliminado (Dia 8) | Eliminado (Dia 8) | Eliminado (Dia 8)                   | Eliminado (Dia 8)                     | Eliminado (Dia 8)                  | Eliminado (Dia 8)                    | Eliminado (Dia 8)                      | Eliminado (Dia 8)                  | Eliminado (Dia 8)                     | Eliminado (Dia 8)                  | Eliminado (Dia 8)              | Eliminado (Dia 8)             | Eliminado (Dia 8)             | Eliminado (Dia 8)                   | Eliminado (Dia 8)                                          | Eliminado (Dia 8)                                   | Eliminado (Dia 8)                         | 2               |
|                             | Ronaldo                     | Ausente                                                                        | Ausente                                                             | Imune | Zona de Risco                  | Salvo | Zona de Risco | Eliminado (Dia 8) | Eliminado (Dia 8) | Eliminado (Dia 8) | Eliminado (Dia 8)                   | Eliminado (Dia 8)                     | Eliminado (Dia 8)                  | Eliminado (Dia 8)                    | Eliminado (Dia 8)                      | Eliminado (Dia 8)                  | Eliminado (Dia 8)                     | Eliminado (Dia 8)                  | Eliminado (Dia 8)              | Eliminado (Dia 8)             | Eliminado (Dia 8)             | Eliminado (Dia 8)                   | Eliminado (Dia 8)                                          | Eliminado (Dia 8)                                   | Eliminado (Dia 8)                         | 2               |
|                             | Mirian                      | Ausente                                                                        | Ausente                                                             | Imune | Salva                          | Imune | Zona de Risco | Eliminada (Dia 8) | Eliminada (Dia 8) | Eliminada (Dia 8) | Eliminada (Dia 8)                   | Eliminada (Dia 8)                     | Eliminada (Dia 8)                  | Eliminada (Dia 8)                    | Eliminada (Dia 8)                      | Eliminada (Dia 8)                  | Eliminada (Dia 8)                     | Eliminada (Dia 8)                  | Eliminada (Dia 8)              | Eliminada (Dia 8)             | Eliminada (Dia 8)             | Eliminada (Dia 8)                   | Eliminada (Dia 8)                                          | Eliminada (Dia 8)                                   | Eliminada (Dia 8)                         | 1               |
|                             | Jaqueline Moderna           | Ausente                                                                        | Ausente                                                             | Imune | Salva                          | Imune | Zona de Risco | Eliminada (Dia 8) | Eliminada (Dia 8) | Eliminada (Dia 8) | Eliminada (Dia 8)                   | Eliminada (Dia 8)                     | Eliminada (Dia 8)                  | Eliminada (Dia 8)                    | Eliminada (Dia 8)                      | Eliminada (Dia 8)                  | Eliminada (Dia 8)                     | Eliminada (Dia 8)                  | Eliminada (Dia 8)              | Eliminada (Dia 8)             | Eliminada (Dia 8)             | Eliminada (Dia 8)                   | Eliminada (Dia 8)                                          | Eliminada (Dia 8)                                   | Eliminada (Dia 8)                         | 1               |
|                             | Tácito                      | Ausente                                                                        | Ausente                                                             | Imune | Salvo                          | Zona de Risco | Eliminado (Dia 6) | Eliminado (Dia 6) | Eliminado (Dia 6) | Eliminado (Dia 6) | Eliminado (Dia 6)                   | Eliminado (Dia 6)                     | Eliminado (Dia 6)                  | Eliminado (Dia 6)                    | Eliminado (Dia 6)                      | Eliminado (Dia 6)                  | Eliminado (Dia 6)                     | Eliminado (Dia 6)                  | Eliminado (Dia 6)              | Eliminado (Dia 6)             | Eliminado (Dia 6)             | Eliminado (Dia 6)                   | Eliminado (Dia 6)                                          | Eliminado (Dia 6)                                   | Eliminado (Dia 6)                         | 1               |
|                             | Aícha                       | Ausente                                                                        | Ausente                                                             | Imune | Salva                          | Zona de Risco | Eliminada (Dia 6) | Eliminada (Dia 6) | Eliminada (Dia 6) | Eliminada (Dia 6) | Eliminada (Dia 6)                   | Eliminada (Dia 6)                     | Eliminada (Dia 6)                  | Eliminada (Dia 6)                    | Eliminada (Dia 6)                      | Eliminada (Dia 6)                  | Eliminada (Dia 6)                     | Eliminada (Dia 6)                  | Eliminada (Dia 6)              | Eliminada (Dia 6)             | Eliminada (Dia 6)             | Eliminada (Dia 6)                   | Eliminada (Dia 6)                                          | Eliminada (Dia 6)                                   | Eliminada (Dia 6)                         | 1               |
|                             | Babi                        | Ausente                                                                        | Ausente                                                             | Imune | Salva                          | Zona de Risco | Eliminada (Dia 6) | Eliminada (Dia 6) | Eliminada (Dia 6) | Eliminada (Dia 6) | Eliminada (Dia 6)                   | Eliminada (Dia 6)                     | Eliminada (Dia 6)                  | Eliminada (Dia 6)                    | Eliminada (Dia 6)                      | Eliminada (Dia 6)                  | Eliminada (Dia 6)                     | Eliminada (Dia 6)                  | Eliminada (Dia 6)              | Eliminada (Dia 6)             | Eliminada (Dia 6)             | Eliminada (Dia 6)                   | Eliminada (Dia 6)                                          | Eliminada (Dia 6)                                   | Eliminada (Dia 6)                         | 1               |
|                             | Hagda                       | Ausente                                                                        | Ausente                                                             | Imune | Salva                          | Zona de Risco | Eliminada (Dia 6) | Eliminada (Dia 6) | Eliminada (Dia 6) | Eliminada (Dia 6) | Eliminada (Dia 6)                   | Eliminada (Dia 6)                     | Eliminada (Dia 6)                  | Eliminada (Dia 6)                    | Eliminada (Dia 6)                      | Eliminada (Dia 6)                  | Eliminada (Dia 6)                     | Eliminada (Dia 6)                  | Eliminada (Dia 6)              | Eliminada (Dia 6)             | Eliminada (Dia 6)             | Eliminada (Dia 6)                   | Eliminada (Dia 6)                                          | Eliminada (Dia 6)                                   | Eliminada (Dia 6)                         | 1               |
|                             | Nathan                      | Ausente                                                                        | Ausente                                                             | Imune | Salvo                          | Zona de Risco | Eliminado (Dia 6) | Eliminado (Dia 6) | Eliminado (Dia 6) | Eliminado (Dia 6) | Eliminado (Dia 6)                   | Eliminado (Dia 6)                     | Eliminado (Dia 6)                  | Eliminado (Dia 6)                    | Eliminado (Dia 6)                      | Eliminado (Dia 6)                  | Eliminado (Dia 6)                     | Eliminado (Dia 6)                  | Eliminado (Dia 6)              | Eliminado (Dia 6)             | Eliminado (Dia 6)             | Eliminado (Dia 6)                   | Eliminado (Dia 6)                                          | Eliminado (Dia 6)                                   | Eliminado (Dia 6)                         | 1               |
|                             | Jhon                        | Ausente                                                                        | Ausente                                                             | Imune | Salvo                          | Zona de Risco | Eliminado (Dia 6) | Eliminado (Dia 6) | Eliminado (Dia 6) | Eliminado (Dia 6) | Eliminado (Dia 6)                   | Eliminado (Dia 6)                     | Eliminado (Dia 6)                  | Eliminado (Dia 6)                    | Eliminado (Dia 6)                      | Eliminado (Dia 6)                  | Eliminado (Dia 6)                     | Eliminado (Dia 6)                  | Eliminado (Dia 6)              | Eliminado (Dia 6)             | Eliminado (Dia 6)             | Eliminado (Dia 6)                   | Eliminado (Dia 6)                                          | Eliminado (Dia 6)                                   | Eliminado (Dia 6)                         | 1               |
|                             | Rafa                        | Ausente                                                                        | Ausente                                                             | Imune | Salva                          | Zona de Risco | Eliminada (Dia 6) | Eliminada (Dia 6) | Eliminada (Dia 6) | Eliminada (Dia 6) | Eliminada (Dia 6)                   | Eliminada (Dia 6)                     | Eliminada (Dia 6)                  | Eliminada (Dia 6)                    | Eliminada (Dia 6)                      | Eliminada (Dia 6)                  | Eliminada (Dia 6)                     | Eliminada (Dia 6)                  | Eliminada (Dia 6)              | Eliminada (Dia 6)             | Eliminada (Dia 6)             | Eliminada (Dia 6)                   | Eliminada (Dia 6)                                          | Eliminada (Dia 6)                                   | Eliminada (Dia 6)                         | 1               |
|                             | Francis                     | Ausente                                                                        | Ausente                                                             | Imune | Salvo                          | Zona de Risco | Eliminado (Dia 6) | Eliminado (Dia 6) | Eliminado (Dia 6) | Eliminado (Dia 6) | Eliminado (Dia 6)                   | Eliminado (Dia 6)                     | Eliminado (Dia 6)                  | Eliminado (Dia 6)                    | Eliminado (Dia 6)                      | Eliminado (Dia 6)                  | Eliminado (Dia 6)                     | Eliminado (Dia 6)                  | Eliminado (Dia 6)              | Eliminado (Dia 6)             | Eliminado (Dia 6)             | Eliminado (Dia 6)                   | Eliminado (Dia 6)                                          | Eliminado (Dia 6)                                   | Eliminado (Dia 6)                         | 1               |
|                             | Carol                       | Ausente                                                                        | Ausente                                                             | Imune | Salva                          | Zona de Risco | Eliminada (Dia 6) | Eliminada (Dia 6) | Eliminada (Dia 6) | Eliminada (Dia 6) | Eliminada (Dia 6)                   | Eliminada (Dia 6)                     | Eliminada (Dia 6)                  | Eliminada (Dia 6)                    | Eliminada (Dia 6)                      | Eliminada (Dia 6)                  | Eliminada (Dia 6)                     | Eliminada (Dia 6)                  | Eliminada (Dia 6)              | Eliminada (Dia 6)             | Eliminada (Dia 6)             | Eliminada (Dia 6)                   | Eliminada (Dia 6)                                          | Eliminada (Dia 6)                                   | Eliminada (Dia 6)                         | 1               |
|                             | Lukinhas                    | Ausente                                                                        | Ausente                                                             | Imune | Zona de Risco                  | Eliminado (Dia 6) | Eliminado (Dia 6) | Eliminado (Dia 6) | Eliminado (Dia 6) | Eliminado (Dia 6) | Eliminado (Dia 6)                   | Eliminado (Dia 6)                     | Eliminado (Dia 6)                  | Eliminado (Dia 6)                    | Eliminado (Dia 6)                      | Eliminado (Dia 6)                  | Eliminado (Dia 6)                     | Eliminado (Dia 6)                  | Eliminado (Dia 6)              | Eliminado (Dia 6)             | Eliminado (Dia 6)             | Eliminado (Dia 6)                   | Eliminado (Dia 6)                                          | Eliminado (Dia 6)                                   | Eliminado (Dia 6)                         | 1               |
|                             | Elisa                       | Ausente                                                                        | Ausente                                                             | Salva | Retirada (Dia 5)               | Retirada (Dia 5) | Retirada (Dia 5) | Retirada (Dia 5) | Retirada (Dia 5) | Retirada (Dia 5) | Retirada (Dia 5)                    | Retirada (Dia 5)                      | Retirada (Dia 5)                   | Retirada (Dia 5)                     | Retirada (Dia 5)                       | Retirada (Dia 5)                   | Retirada (Dia 5)                      | Retirada (Dia 5)                   | Retirada (Dia 5)               | Retirada (Dia 5)              | Retirada (Dia 5)              | Retirada (Dia 5)                    | Retirada (Dia 5)                                           | Retirada (Dia 5)                                    | Retirada (Dia 5)                          | 1               |
|                             | Yanne                       | Ausente                                                                        | Ausente                                                             | Zona de Risco | Eliminada (Dia 4)              | Eliminada (Dia 4) | Eliminada (Dia 4) | Eliminada (Dia 4) | Eliminada (Dia 4) | Eliminada (Dia 4) | Eliminada (Dia 4)                   | Eliminada (Dia 4)                     | Eliminada (Dia 4)                  | Eliminada (Dia 4)                    | Eliminada (Dia 4)                      | Eliminada (Dia 4)                  | Eliminada (Dia 4)                     | Eliminada (Dia 4)                  | Eliminada (Dia 4)              | Eliminada (Dia 4)             | Eliminada (Dia 4)             | Eliminada (Dia 4)                   | Eliminada (Dia 4)                                          | Eliminada (Dia 4)                                   | Eliminada (Dia 4)                         | 1               |
|                             | Thayra                      | Ausente                                                                        | Ausente                                                             | Zona de Risco | Eliminada (Dia 4)              | Eliminada (Dia 4) | Eliminada (Dia 4) | Eliminada (Dia 4) | Eliminada (Dia 4) | Eliminada (Dia 4) | Eliminada (Dia 4)                   | Eliminada (Dia 4)                     | Eliminada (Dia 4)                  | Eliminada (Dia 4)                    | Eliminada (Dia 4)                      | Eliminada (Dia 4)                  | Eliminada (Dia 4)                     | Eliminada (Dia 4)                  | Eliminada (Dia 4)              | Eliminada (Dia 4)             | Eliminada (Dia 4)             | Eliminada (Dia 4)                   | Eliminada (Dia 4)                                          | Eliminada (Dia 4)                                   | Eliminada (Dia 4)                         | 1               |
|                             | Douglas                     | Ausente                                                                        | Ausente                                                             | Zona de Risco | Eliminado (Dia 4)              | Eliminado (Dia 4) | Eliminado (Dia 4) | Eliminado (Dia 4) | Eliminado (Dia 4) | Eliminado (Dia 4) | Eliminado (Dia 4)                   | Eliminado (Dia 4)                     | Eliminado (Dia 4)                  | Eliminado (Dia 4)                    | Eliminado (Dia 4)                      | Eliminado (Dia 4)                  | Eliminado (Dia 4)                     | Eliminado (Dia 4)                  | Eliminado (Dia 4)              | Eliminado (Dia 4)             | Eliminado (Dia 4)             | Eliminado (Dia 4)                   | Eliminado (Dia 4)                                          | Eliminado (Dia 4)                                   | Eliminado (Dia 4)                         | 1               |
|                             | Gui                         | Ausente                                                                        | Ausente                                                             | Zona de Risco | Eliminado (Dia 4)              | Eliminado (Dia 4) | Eliminado (Dia 4) | Eliminado (Dia 4) | Eliminado (Dia 4) | Eliminado (Dia 4) | Eliminado (Dia 4)                   | Eliminado (Dia 4)                     | Eliminado (Dia 4)                  | Eliminado (Dia 4)                    | Eliminado (Dia 4)                      | Eliminado (Dia 4)                  | Eliminado (Dia 4)                     | Eliminado (Dia 4)                  | Eliminado (Dia 4)              | Eliminado (Dia 4)             | Eliminado (Dia 4)             | Eliminado (Dia 4)                   | Eliminado (Dia 4)                                          | Eliminado (Dia 4)                                   | Eliminado (Dia 4)                         | 1               |
|                             | Artur                       | Ausente                                                                        | Ausente                                                             | Zona de Risco | Eliminado (Dia 4)              | Eliminado (Dia 4) | Eliminado (Dia 4) | Eliminado (Dia 4) | Eliminado (Dia 4) | Eliminado (Dia 4) | Eliminado (Dia 4)                   | Eliminado (Dia 4)                     | Eliminado (Dia 4)                  | Eliminado (Dia 4)                    | Eliminado (Dia 4)                      | Eliminado (Dia 4)                  | Eliminado (Dia 4)                     | Eliminado (Dia 4)                  | Eliminado (Dia 4)              | Eliminado (Dia 4)             | Eliminado (Dia 4)             | Eliminado (Dia 4)                   | Eliminado (Dia 4)                                          | Eliminado (Dia 4)                                   | Eliminado (Dia 4)                         | 1               |
|                             | Gabriel Sequeira            | Ausente                                                                        | Ausente                                                             | Zona de Risco | Eliminado (Dia 4)              | Eliminado (Dia 4) | Eliminado (Dia 4) | Eliminado (Dia 4) | Eliminado (Dia 4) | Eliminado (Dia 4) | Eliminado (Dia 4)                   | Eliminado (Dia 4)                     | Eliminado (Dia 4)                  | Eliminado (Dia 4)                    | Eliminado (Dia 4)                      | Eliminado (Dia 4)                  | Eliminado (Dia 4)                     | Eliminado (Dia 4)                  | Eliminado (Dia 4)              | Eliminado (Dia 4)             | Eliminado (Dia 4)             | Eliminado (Dia 4)                   | Eliminado (Dia 4)                                          | Eliminado (Dia 4)                                   | Eliminado (Dia 4)                         | 1               |
|                             | Kaline                      | Ausente                                                                        | Ausente                                                             | Zona de Risco | Eliminada (Dia 4)              | Eliminada (Dia 4) | Eliminada (Dia 4) | Eliminada (Dia 4) | Eliminada (Dia 4) | Eliminada (Dia 4) | Eliminada (Dia 4)                   | Eliminada (Dia 4)                     | Eliminada (Dia 4)                  | Eliminada (Dia 4)                    | Eliminada (Dia 4)                      | Eliminada (Dia 4)                  | Eliminada (Dia 4)                     | Eliminada (Dia 4)                  | Eliminada (Dia 4)              | Eliminada (Dia 4)             | Eliminada (Dia 4)             | Eliminada (Dia 4)                   | Eliminada (Dia 4)                                          | Eliminada (Dia 4)                                   | Eliminada (Dia 4)                         | 1               |
|                             | Will                        | Ausente                                                                        | Ausente                                                             | Zona de Risco | Eliminado (Dia 4)              | Eliminado (Dia 4) | Eliminado (Dia 4) | Eliminado (Dia 4) | Eliminado (Dia 4) | Eliminado (Dia 4) | Eliminado (Dia 4)                   | Eliminado (Dia 4)                     | Eliminado (Dia 4)                  | Eliminado (Dia 4)                    | Eliminado (Dia 4)                      | Eliminado (Dia 4)                  | Eliminado (Dia 4)                     | Eliminado (Dia 4)                  | Eliminado (Dia 4)              | Eliminado (Dia 4)             | Eliminado (Dia 4)             | Eliminado (Dia 4)                   | Eliminado (Dia 4)                                          | Eliminado (Dia 4)                                   | Eliminado (Dia 4)                         | 1               |
|                             | Leo                         | Ausente                                                                        | Ausente                                                             | Zona de Risco | Eliminado (Dia 4)              | Eliminado (Dia 4) | Eliminado (Dia 4) | Eliminado (Dia 4) | Eliminado (Dia 4) | Eliminado (Dia 4) | Eliminado (Dia 4)                   | Eliminado (Dia 4)                     | Eliminado (Dia 4)                  | Eliminado (Dia 4)                    | Eliminado (Dia 4)                      | Eliminado (Dia 4)                  | Eliminado (Dia 4)                     | Eliminado (Dia 4)                  | Eliminado (Dia 4)              | Eliminado (Dia 4)             | Eliminado (Dia 4)             | Eliminado (Dia 4)                   | Eliminado (Dia 4)                                          | Eliminado (Dia 4)                                   | Eliminado (Dia 4)                         | 1               |
|                             | Leandro                     | Ausente                                                                        | Ausente                                                             | Zona de Risco | Eliminado (Dia 4)              | Eliminado (Dia 4) | Eliminado (Dia 4) | Eliminado (Dia 4) | Eliminado (Dia 4) | Eliminado (Dia 4) | Eliminado (Dia 4)                   | Eliminado (Dia 4)                     | Eliminado (Dia 4)                  | Eliminado (Dia 4)                    | Eliminado (Dia 4)                      | Eliminado (Dia 4)                  | Eliminado (Dia 4)                     | Eliminado (Dia 4)                  | Eliminado (Dia 4)              | Eliminado (Dia 4)             | Eliminado (Dia 4)             | Eliminado (Dia 4)                   | Eliminado (Dia 4)                                          | Eliminado (Dia 4)                                   | Eliminado (Dia 4)                         | 1               |
|                             | MC Mello                    | Ausente                                                                        | Ausente                                                             | Zona de Risco | Eliminada (Dia 4)              | Eliminada (Dia 4) | Eliminada (Dia 4) | Eliminada (Dia 4) | Eliminada (Dia 4) | Eliminada (Dia 4) | Eliminada (Dia 4)                   | Eliminada (Dia 4)                     | Eliminada (Dia 4)                  | Eliminada (Dia 4)                    | Eliminada (Dia 4)                      | Eliminada (Dia 4)                  | Eliminada (Dia 4)                     | Eliminada (Dia 4)                  | Eliminada (Dia 4)              | Eliminada (Dia 4)             | Eliminada (Dia 4)             | Eliminada (Dia 4)                   | Eliminada (Dia 4)                                          | Eliminada (Dia 4)                                   | Eliminada (Dia 4)                         | 1               |
|                             | Carlos                      | Ausente                                                                        | Ausente                                                             | Zona de Risco | Eliminado (Dia 4)              | Eliminado (Dia 4) | Eliminado (Dia 4) | Eliminado (Dia 4) | Eliminado (Dia 4) | Eliminado (Dia 4) | Eliminado (Dia 4)                   | Eliminado (Dia 4)                     | Eliminado (Dia 4)                  | Eliminado (Dia 4)                    | Eliminado (Dia 4)                      | Eliminado (Dia 4)                  | Eliminado (Dia 4)                     | Eliminado (Dia 4)                  | Eliminado (Dia 4)              | Eliminado (Dia 4)             | Eliminado (Dia 4)             | Eliminado (Dia 4)                   | Eliminado (Dia 4)                                          | Eliminado (Dia 4)                                   | Eliminado (Dia 4)                         | 1               |
|                             | Tailane                     | Ausente                                                                        | Ausente                                                             | Zona de Risco | Eliminada (Dia 4)              | Eliminada (Dia 4) | Eliminada (Dia 4) | Eliminada (Dia 4) | Eliminada (Dia 4) | Eliminada (Dia 4) | Eliminada (Dia 4)                   | Eliminada (Dia 4)                     | Eliminada (Dia 4)                  | Eliminada (Dia 4)                    | Eliminada (Dia 4)                      | Eliminada (Dia 4)                  | Eliminada (Dia 4)                     | Eliminada (Dia 4)                  | Eliminada (Dia 4)              | Eliminada (Dia 4)             | Eliminada (Dia 4)             | Eliminada (Dia 4)                   | Eliminada (Dia 4)                                          | Eliminada (Dia 4)                                   | Eliminada (Dia 4)                         | 1               |
|                             | Jaqueline Santos            | Ausente                                                                        | Ausente                                                             | Zona de Risco | Eliminada (Dia 4)              | Eliminada (Dia 4) | Eliminada (Dia 4) | Eliminada (Dia 4) | Eliminada (Dia 4) | Eliminada (Dia 4) | Eliminada (Dia 4)                   | Eliminada (Dia 4)                     | Eliminada (Dia 4)                  | Eliminada (Dia 4)                    | Eliminada (Dia 4)                      | Eliminada (Dia 4)                  | Eliminada (Dia 4)                     | Eliminada (Dia 4)                  | Eliminada (Dia 4)              | Eliminada (Dia 4)             | Eliminada (Dia 4)             | Eliminada (Dia 4)                   | Eliminada (Dia 4)                                          | Eliminada (Dia 4)                                   | Eliminada (Dia 4)                         | 1               |
|                             | Ellie                       | Ausente                                                                        | Ausente                                                             | Zona de Risco | Eliminada (Dia 4)              | Eliminada (Dia 4) | Eliminada (Dia 4) | Eliminada (Dia 4) | Eliminada (Dia 4) | Eliminada (Dia 4) | Eliminada (Dia 4)                   | Eliminada (Dia 4)                     | Eliminada (Dia 4)                  | Eliminada (Dia 4)                    | Eliminada (Dia 4)                      | Eliminada (Dia 4)                  | Eliminada (Dia 4)                     | Eliminada (Dia 4)                  | Eliminada (Dia 4)              | Eliminada (Dia 4)             | Eliminada (Dia 4)             | Eliminada (Dia 4)                   | Eliminada (Dia 4)                                          | Eliminada (Dia 4)                                   | Eliminada (Dia 4)                         | 1               |
|                             | Ítalo                       | Ausente                                                                        | Ausente                                                             | Zona de Risco | Eliminado (Dia 4)              | Eliminado (Dia 4) | Eliminado (Dia 4) | Eliminado (Dia 4) | Eliminado (Dia 4) | Eliminado (Dia 4) | Eliminado (Dia 4)                   | Eliminado (Dia 4)                     | Eliminado (Dia 4)                  | Eliminado (Dia 4)                    | Eliminado (Dia 4)                      | Eliminado (Dia 4)                  | Eliminado (Dia 4)                     | Eliminado (Dia 4)                  | Eliminado (Dia 4)              | Eliminado (Dia 4)             | Eliminado (Dia 4)             | Eliminado (Dia 4)                   | Eliminado (Dia 4)                                          | Eliminado (Dia 4)                                   | Eliminado (Dia 4)                         | 1               |
|                             | Jemilly                     | Ausente                                                                        | Ausente                                                             | Zona de Risco | Eliminada (Dia 4)              | Eliminada (Dia 4) | Eliminada (Dia 4) | Eliminada (Dia 4) | Eliminada (Dia 4) | Eliminada (Dia 4) | Eliminada (Dia 4)                   | Eliminada (Dia 4)                     | Eliminada (Dia 4)                  | Eliminada (Dia 4)                    | Eliminada (Dia 4)                      | Eliminada (Dia 4)                  | Eliminada (Dia 4)                     | Eliminada (Dia 4)                  | Eliminada (Dia 4)              | Eliminada (Dia 4)             | Eliminada (Dia 4)             | Eliminada (Dia 4)                   | Eliminada (Dia 4)                                          | Eliminada (Dia 4)                                   | Eliminada (Dia 4)                         | 1               |
|                             | Priscila                    | Ausente                                                                        | Ausente                                                             | Zona de Risco | Eliminada (Dia 4)              | Eliminada (Dia 4) | Eliminada (Dia 4) | Eliminada (Dia 4) | Eliminada (Dia 4) | Eliminada (Dia 4) | Eliminada (Dia 4)                   | Eliminada (Dia 4)                     | Eliminada (Dia 4)                  | Eliminada (Dia 4)                    | Eliminada (Dia 4)                      | Eliminada (Dia 4)                  | Eliminada (Dia 4)                     | Eliminada (Dia 4)                  | Eliminada (Dia 4)              | Eliminada (Dia 4)             | Eliminada (Dia 4)             | Eliminada (Dia 4)                   | Eliminada (Dia 4)                                          | Eliminada (Dia 4)                                   | Eliminada (Dia 4)                         | 1               |
|                             | Fernando                    | Ausente                                                                        | Ausente                                                             | Zona de Risco | Eliminado (Dia 4)              | Eliminado (Dia 4) | Eliminado (Dia 4) | Eliminado (Dia 4) | Eliminado (Dia 4) | Eliminado (Dia 4) | Eliminado (Dia 4)                   | Eliminado (Dia 4)                     | Eliminado (Dia 4)                  | Eliminado (Dia 4)                    | Eliminado (Dia 4)                      | Eliminado (Dia 4)                  | Eliminado (Dia 4)                     | Eliminado (Dia 4)                  | Eliminado (Dia 4)              | Eliminado (Dia 4)             | Eliminado (Dia 4)             | Eliminado (Dia 4)                   | Eliminado (Dia 4)                                          | Eliminado (Dia 4)                                   | Eliminado (Dia 4)                         | 1               |
|                             | Jeferson                    | Ausente                                                                        | Ausente                                                             | Zona de Risco | Eliminado (Dia 4)              | Eliminado (Dia 4) | Eliminado (Dia 4) | Eliminado (Dia 4) | Eliminado (Dia 4) | Eliminado (Dia 4) | Eliminado (Dia 4)                   | Eliminado (Dia 4)                     | Eliminado (Dia 4)                  | Eliminado (Dia 4)                    | Eliminado (Dia 4)                      | Eliminado (Dia 4)                  | Eliminado (Dia 4)                     | Eliminado (Dia 4)                  | Eliminado (Dia 4)              | Eliminado (Dia 4)             | Eliminado (Dia 4)             | Eliminado (Dia 4)                   | Eliminado (Dia 4)                                          | Eliminado (Dia 4)                                   | Eliminado (Dia 4)                         | 1               |
|                             |                             |                                                                                |                                                                     | |                                | | | | | |                                     |                                       |                                    |                                      |                                        |                                    |                                       |                                    |                                |                               |                               |                                     |                                                            |                                                     |                                           |                 |
| Notas                       | Notas                       | [ nota 1 ]                                                                     | [ nota 1 ]                                                          | [ nota 2 ] | [ nota 3 ]                     | [ nota 4 ] | [ nota 5 ] | [ nota 6 ] | [ nota 7 ] | [ nota 8 ] | [ nota 9 ]                          | [ nota 10 ]                           | [ nota 11 ]                        | [ nota 12 ]                          | [ nota 13 ]                            | [ nota 14 ]                        | [ nota 15 ]                           | [ nota 16 ]                        | [ nota 17 ]                    | [ nota 18 ]                   | [ nota 19 ]                   | [ nota 20 ]                         | [ nota 21 ]                                                | [ nota 22 ]                                         | [ nota 23 ]                               |                 |
| Retirado                    | Retirado                    | (nenhum)                                                                       | (nenhum)                                                            | (nenhum) | Elisa                          | (nenhum) | (nenhum) | (nenhum) | (nenhum) | (nenhum) | (nenhum)                            | (nenhum)                              | (nenhum)                           | (nenhum)                             | (nenhum)                               | (nenhum)                           | (nenhum)                              | (nenhum)                           | (nenhum)                       | (nenhum)                      | (nenhum)                      | (nenhum)                            | (nenhum)                                                   | (nenhum)                                            | (nenhum)                                  |                 |
| Desistente                  | Desistente                  | (nenhum)                                                                       | (nenhum)                                                            | (nenhum) | (nenhum)                       | (nenhum) | (nenhum) | (nenhum) | (nenhum) | (nenhum) | (nenhum)                            | (nenhum)                              | (nenhum)                           | Faby                                 | (nenhum)                               | (nenhum)                           | (nenhum)                              | (nenhum)                           | (nenhum)                       | (nenhum)                      | (nenhum)                      | (nenhum)                            | (nenhum)                                                   | (nenhum)                                            | (nenhum)                                  |                 |
| Pré-Zona de Risco           | Pré-Zona de Risco           | (nenhum)                                                                       | (nenhum)                                                            | Antônio Artur Blade Camilla Carlos Cleyton Davi Douglas Elisa Ellie Fagner Fernando Gabriel Roza Gabriel Sequeira Gui Gyselle Ítalo Janielly Jaqueline Santos Jeferson Jemilly Kaline Leandro Leo Maria MC Mello Natália Oliver Priscila Rayana Stéphanie Souza Tailane Tati Thayra Will Yanne | (nenhum)                       | Aícha Antônio Babi Blade Carol Cleyton Davi Day Erick Fagner Francis Gabriel Roza Gus Hagda Igor Janielly Jhon Layssa Maria MC M10 Monsueto Murilo Nathan Oliver Rafa Rayana Stéphanie Souza Tácito Tati Tiago Dionisio | Antônio Camilla Carolina Cleyton Davi Fagner Gyselle Igor Jaqueline Moderna Maria Medrado Mirian Monsueto Murilo Natália Niick Oliver Ronaldo Sandra Stéphanie Souza Tiago Dionisio | Blade Camilla Cleyton Day Dicesar Erick Érika Gabriel Roza Gus Gyselle Lary MC M10 Medrado Murilo Natália Niick Rayana Sandra Tati Tiago Dionisio Vic | Antônio Camilla Davi Dicesar Erick Gabriel Roza Glauco Gyselle Hulk Janielly Kelly Lary Layssa Medrado Murilo Natália Niick Sandra Thiago Servo Tiago Dionisio | Antônio Camilla Davi Dicesar Erick Gabriel Roza Glauco Gyselle Hulk Janielly Kelly Lary Layssa Medrado Murilo Natália Niick Sandra Thiago Servo Tiago Dionisio | Bruno Tálamo Natália Thiago Servo   | Erick Faby Stephanie Gomes            | Erick Gyselle Tiago Dionisio       | Ana Paula Bruno Tálamo Murilo        | (nenhum)                               | Gyselle Natália Thiago Servo       | (nenhum)                              | Alexandre Daniel Gabriel Roza      | Giulia Sandra Victoria         | (nenhum)                      | Giulia Gyselle Sandra         | (nenhum)                            | Alexandre Gabriel Roza Gyselle Natália Sandra Thiago Servo | (nenhum)                                            | (nenhum)                                  |                 |
| Salvo                       | Salvo                       | (nenhum)                                                                       | (nenhum)                                                            | Blade Cleyton Davi Elisa Gabriel Roza Janielly Maria Natália Stéphanie Souza Tati | (nenhum)                       | Antônio Blade Cleyton Davi Day Fagner Layssa MC M10 Monsueto Stéphanie Souza | Camilla Cleyton Davi Gyselle Medrado Niick Sandra | Lary Medrado Niick | (nenhum) | Murilo | Thiago Servo                        | Faby                                  | Tiago Dionisio                     | Bruno Tálamo                         | (nenhum)                               | Natália                            | (nenhum)                              | Alexandre                          | Sandra                         | (nenhum)                      | Sandra                        | (nenhum)                            | Alexandre Gabriel Roza                                     | (nenhum)                                            | (nenhum)                                  |                 |
| Zona de Risco               | Zona de Risco               | Alexandre Bruno Camargo Bruno Tálamo Daniel Glauco MC M10 Ricardo Thiago Servo | Ana Paula Carolina Érika Faby Giulia Kelly Stephanie Gomes Victoria | Antônio Artur Camilla Carlos Douglas Ellie Fagner Fernando Gabriel Sequeira Gui Gyselle Ítalo Jaqueline Santos Jeferson Jemilly Kaline Leandro Leo MC Mello Oliver Priscila Rayana Tailane Thayra Will Yanne                                                                                   | Glauco Lukinhas Ronaldo        | Aícha Babi Carol Erick Francis Gabriel Roza Gus Hagda Igor Janielly Jhon Maria Murillo Nathan Oliver Rafa Rayana Tácito Tati Tiago Dionisio                                                                             | Antônio Carolina Fagner Igor Jaqueline Moderna Maria Mirian Monsueto Murilo Natália Oliver Ronaldo Stéphanie Souza Tiago Dionisio                                                   | Blade Camilla Cleyton Day Dicesar Erick Érika Gabriel Roza Gus Gyselle MC M10 Murilo Natália Rayana Sandra Tati Tiago Dionisio Vic                    | Murilo | Antônio Camilla Davi Dicesar Erick Gabriel Roza Glauco Gyselle Hulk Janielly Kelly Lary Layssa Medrado Natália Niick Sandra Thiago Servo Tiago Dionisio        | Bruno Camargo Bruno Tálamo Natália  | Erick Stephanie Gomes Tiago Dionisio  | Erick Gyselle Thiago Servo         | Ana Paula Murilo Tiago Dionisio      | Ana Paula Gyselle Natália Thiago Servo | Bruno Tálamo Gyselle Thiago Servo  | Alexandre Daniel Gabriel Roza Medrado | Daniel Gabriel Roza Janielly       | Giulia Ricardo Victoria        | Giulia Gyselle Murilo Sandra  | Daniel Giulia Gyselle         | Daniel Natália Ricardo Thiago Servo | Gyselle Natália Sandra Thiago Servo                        | Alexandre Gabriel Roza Gyselle Natália Thiago Servo | Gabriel Roza Gyselle Natália Thiago Servo |                 |
| Eliminado                   | Eliminado                   | Glauco Não divulgado para entrar                                               | Carolina Não divulgado para entrar                                  | Jeferson 0,48% para continuar | Lukinhas 17,15% para continuar | Carol 0,83% para continuar | Jaqueline Moderna 0,32% para continuar | Day 0,52% para continuar | Murilo 72,02% para entrar | Hulk 0,79% para entrar | Bruno Camargo 11,67% para continuar | Stephanie Gomes 18,39% para continuar | Erick 15,69% para continuar        | Tiago Dionisio 20,69% para continuar | Ana Paula 5,96% para continuar         | Bruno Tálamo 25,81% para continuar | Medrado 16,75% para continuar         | Janielly 17% para continuar        | Victoria 23,73% para continuar | Murilo 19,11% para continuar  | Giulia 21,73% para continuar  | Ricardo 3,90% para continuar        | Sandra 21,41% para continuar                               | Alexandre 7,61% para continuar                      | Gyselle 17,95% para vencer                |                 |
| Eliminado                   | Eliminado                   | Glauco Não divulgado para entrar                                               | Carolina Não divulgado para entrar                                  | Fernando 0,68% para continuar | Lukinhas 17,15% para continuar | Carol 0,83% para continuar | Jaqueline Moderna 0,32% para continuar | Day 0,52% para continuar | Murilo 72,02% para entrar | Hulk 0,79% para entrar | Bruno Camargo 11,67% para continuar | Stephanie Gomes 18,39% para continuar | Erick 15,69% para continuar        | Tiago Dionisio 20,69% para continuar | Ana Paula 5,96% para continuar         | Bruno Tálamo 25,81% para continuar | Medrado 16,75% para continuar         | Janielly 17% para continuar        | Victoria 23,73% para continuar | Murilo 19,11% para continuar  | Giulia 21,73% para continuar  | Ricardo 3,90% para continuar        | Sandra 21,41% para continuar                               | Alexandre 7,61% para continuar                      | Gyselle 17,95% para vencer                |                 |
| Eliminado                   | Eliminado                   | Glauco Não divulgado para entrar                                               | Carolina Não divulgado para entrar                                  | Priscila 0,71% para continuar | Lukinhas 17,15% para continuar | Carol 0,83% para continuar | Mirian 0,69% para continuar | Day 0,52% para continuar | Murilo 72,02% para entrar | Layssa 0,87% para entrar | Bruno Camargo 11,67% para continuar | Stephanie Gomes 18,39% para continuar | Erick 15,69% para continuar        | Tiago Dionisio 20,69% para continuar | Ana Paula 5,96% para continuar         | Bruno Tálamo 25,81% para continuar | Medrado 16,75% para continuar         | Janielly 17% para continuar        | Victoria 23,73% para continuar | Murilo 19,11% para continuar  | Giulia 21,73% para continuar  | Ricardo 3,90% para continuar        | Sandra 21,41% para continuar                               | Alexandre 7,61% para continuar                      | Gyselle 17,95% para vencer                |                 |
| Eliminado                   | Eliminado                   | Glauco Não divulgado para entrar                                               | Carolina Não divulgado para entrar                                  | Jemilly 0,84% para continuar | Lukinhas 17,15% para continuar | Francis 0,93% para continuar | Mirian 0,69% para continuar | Tati 1,08% para continuar | Murilo 72,02% para entrar | Layssa 0,87% para entrar | Bruno Camargo 11,67% para continuar | Stephanie Gomes 18,39% para continuar | Erick 15,69% para continuar        | Tiago Dionisio 20,69% para continuar | Ana Paula 5,96% para continuar         | Bruno Tálamo 25,81% para continuar | Medrado 16,75% para continuar         | Janielly 17% para continuar        | Victoria 23,73% para continuar | Murilo 19,11% para continuar  | Giulia 21,73% para continuar  | Ricardo 3,90% para continuar        | Sandra 21,41% para continuar                               | Alexandre 7,61% para continuar                      | Gyselle 17,95% para vencer                |                 |
| Eliminado                   | Eliminado                   | Glauco Não divulgado para entrar                                               | Carolina Não divulgado para entrar                                  | Ítalo 1% para continuar | Lukinhas 17,15% para continuar | Francis 0,93% para continuar | Ronaldo 0,92% para continuar | Tati 1,08% para continuar | Murilo 72,02% para entrar | Kelly 0,89% para entrar | Bruno Camargo 11,67% para continuar | Stephanie Gomes 18,39% para continuar | Erick 15,69% para continuar        | Tiago Dionisio 20,69% para continuar | Ana Paula 5,96% para continuar         | Bruno Tálamo 25,81% para continuar | Medrado 16,75% para continuar         | Janielly 17% para continuar        | Victoria 23,73% para continuar | Murilo 19,11% para continuar  | Giulia 21,73% para continuar  | Ricardo 3,90% para continuar        | Sandra 21,41% para continuar                               | Alexandre 7,61% para continuar                      | Gyselle 17,95% para vencer                |                 |
| Eliminado                   | Eliminado                   | Glauco Não divulgado para entrar                                               | Carolina Não divulgado para entrar                                  | Ellie 1,08% para continuar | Lukinhas 17,15% para continuar | Rafa 0,93% para continuar | Ronaldo 0,92% para continuar | Cleyton 1,09% para continuar | Murilo 72,02% para entrar | Kelly 0,89% para entrar | Bruno Camargo 11,67% para continuar | Stephanie Gomes 18,39% para continuar | Erick 15,69% para continuar        | Tiago Dionisio 20,69% para continuar | Ana Paula 5,96% para continuar         | Bruno Tálamo 25,81% para continuar | Medrado 16,75% para continuar         | Janielly 17% para continuar        | Victoria 23,73% para continuar | Murilo 19,11% para continuar  | Giulia 21,73% para continuar  | Ricardo 3,90% para continuar        | Sandra 21,41% para continuar                               | Alexandre 7,61% para continuar                      | Gyselle 17,95% para vencer                |                 |
| Eliminado                   | Eliminado                   | Glauco Não divulgado para entrar                                               | Carolina Não divulgado para entrar                                  | Jaqueline Santos 1,40% para continuar | Lukinhas 17,15% para continuar | Rafa 0,93% para continuar | Monsueto 1,01% para continuar | Cleyton 1,09% para continuar | Murilo 72,02% para entrar | Davi 1,19% para entrar | Bruno Camargo 11,67% para continuar | Stephanie Gomes 18,39% para continuar | Erick 15,69% para continuar        | Tiago Dionisio 20,69% para continuar | Ana Paula 5,96% para continuar         | Bruno Tálamo 25,81% para continuar | Medrado 16,75% para continuar         | Janielly 17% para continuar        | Victoria 23,73% para continuar | Murilo 19,11% para continuar  | Giulia 21,73% para continuar  | Ricardo 3,90% para continuar        | Sandra 21,41% para continuar                               | Alexandre 7,61% para continuar                      | Gyselle 17,95% para vencer                |                 |
| Eliminado                   | Eliminado                   | MC M10 Não divulgado para entrar                                               | Érika Não divulgado para entrar                                     | Tailane 1,45% para continuar | Lukinhas 17,15% para continuar | Jhon 0,97% para continuar | Monsueto 1,01% para continuar | Blade 1,14% para continuar | Murilo 72,02% para entrar | Davi 1,19% para entrar | Bruno Camargo 11,67% para continuar | Stephanie Gomes 18,39% para continuar | Erick 15,69% para continuar        | Tiago Dionisio 20,69% para continuar | Ana Paula 5,96% para continuar         | Bruno Tálamo 25,81% para continuar | Medrado 16,75% para continuar         | Janielly 17% para continuar        | Victoria 23,73% para continuar | Murilo 19,11% para continuar  | Giulia 21,73% para continuar  | Ricardo 3,90% para continuar        | Sandra 21,41% para continuar                               | Alexandre 7,61% para continuar                      | Natália 21,59% para vencer                |                 |
| Eliminado                   | Eliminado                   | MC M10 Não divulgado para entrar                                               | Érika Não divulgado para entrar                                     | Carlos 1,63% para continuar | Lukinhas 17,15% para continuar | Jhon 0,97% para continuar | Fagner 1,34% para continuar | Blade 1,14% para continuar | Murilo 72,02% para entrar | Lary 1,76% para entrar | Bruno Camargo 11,67% para continuar | Stephanie Gomes 18,39% para continuar | Erick 15,69% para continuar        | Tiago Dionisio 20,69% para continuar | Ana Paula 5,96% para continuar         | Bruno Tálamo 25,81% para continuar | Medrado 16,75% para continuar         | Janielly 17% para continuar        | Victoria 23,73% para continuar | Murilo 19,11% para continuar  | Giulia 21,73% para continuar  | Ricardo 3,90% para continuar        | Sandra 21,41% para continuar                               | Alexandre 7,61% para continuar                      | Natália 21,59% para vencer                |                 |
| Eliminado                   | Eliminado                   | MC M10 Não divulgado para entrar                                               | Érika Não divulgado para entrar                                     | MC Mello 1,90% para continuar | Lukinhas 17,15% para continuar | Nathan 1,19% para continuar | Fagner 1,34% para continuar | Gus 1,63% para continuar | Murilo 72,02% para entrar | Lary 1,76% para entrar | Bruno Camargo 11,67% para continuar | Stephanie Gomes 18,39% para continuar | Erick 15,69% para continuar        | Tiago Dionisio 20,69% para continuar | Ana Paula 5,96% para continuar         | Bruno Tálamo 25,81% para continuar | Medrado 16,75% para continuar         | Janielly 17% para continuar        | Victoria 23,73% para continuar | Murilo 19,11% para continuar  | Giulia 21,73% para continuar  | Ricardo 3,90% para continuar        | Sandra 21,41% para continuar                               | Alexandre 7,61% para continuar                      | Natália 21,59% para vencer                |                 |
| Eliminado                   | Eliminado                   | MC M10 Não divulgado para entrar                                               | Érika Não divulgado para entrar                                     | Leandro 1,91% para continuar | Lukinhas 17,15% para continuar | Nathan 1,19% para continuar | Stéphanie Souza 2,45% para continuar | Gus 1,63% para continuar | Murilo 72,02% para entrar | Niick 2,26% para entrar | Bruno Camargo 11,67% para continuar | Stephanie Gomes 18,39% para continuar | Erick 15,69% para continuar        | Tiago Dionisio 20,69% para continuar | Ana Paula 5,96% para continuar         | Bruno Tálamo 25,81% para continuar | Medrado 16,75% para continuar         | Janielly 17% para continuar        | Victoria 23,73% para continuar | Murilo 19,11% para continuar  | Giulia 21,73% para continuar  | Daniel 24,96% para continuar        | Sandra 21,41% para continuar                               | Alexandre 7,61% para continuar                      | Natália 21,59% para vencer                |                 |
| Eliminado                   | Eliminado                   | MC M10 Não divulgado para entrar                                               | Érika Não divulgado para entrar                                     | Leo 1,92% para continuar | Lukinhas 17,15% para continuar | Hagda 1,27% para continuar | Stéphanie Souza 2,45% para continuar | Érika 2,01% para continuar | Murilo 72,02% para entrar | Niick 2,26% para entrar | Bruno Camargo 11,67% para continuar | Stephanie Gomes 18,39% para continuar | Erick 15,69% para continuar        | Tiago Dionisio 20,69% para continuar | Ana Paula 5,96% para continuar         | Bruno Tálamo 25,81% para continuar | Medrado 16,75% para continuar         | Janielly 17% para continuar        | Victoria 23,73% para continuar | Murilo 19,11% para continuar  | Giulia 21,73% para continuar  | Daniel 24,96% para continuar        | Sandra 21,41% para continuar                               | Alexandre 7,61% para continuar                      | Natália 21,59% para vencer                |                 |
| Eliminado                   | Eliminado                   | MC M10 Não divulgado para entrar                                               | Érika Não divulgado para entrar                                     | Will 2,12% para continuar | Lukinhas 17,15% para continuar | Hagda 1,27% para continuar | Igor 6,75% para continuar | Érika 2,01% para continuar | Murilo 72,02% para entrar | Glauco 3,33% para entrar | Bruno Camargo 11,67% para continuar | Stephanie Gomes 18,39% para continuar | Erick 15,69% para continuar        | Tiago Dionisio 20,69% para continuar | Ana Paula 5,96% para continuar         | Bruno Tálamo 25,81% para continuar | Medrado 16,75% para continuar         | Janielly 17% para continuar        | Victoria 23,73% para continuar | Murilo 19,11% para continuar  | Giulia 21,73% para continuar  | Daniel 24,96% para continuar        | Sandra 21,41% para continuar                               | Alexandre 7,61% para continuar                      | Natália 21,59% para vencer                |                 |
| Eliminado                   | Eliminado                   | Thiago Servo Não divulgado para entrar                                         | Kelly Não divulgado para entrar                                     | Kaline 2,32% para continuar | Lukinhas 17,15% para continuar | Babi 1,31% para continuar | Igor 6,75% para continuar | Vic 2,89% para continuar | Murilo 72,02% para entrar | Glauco 3,33% para entrar | Bruno Camargo 11,67% para continuar | Stephanie Gomes 18,39% para continuar | Erick 15,69% para continuar        | Tiago Dionisio 20,69% para continuar | Ana Paula 5,96% para continuar         | Bruno Tálamo 25,81% para continuar | Medrado 16,75% para continuar         | Janielly 17% para continuar        | Victoria 23,73% para continuar | Murilo 19,11% para continuar  | Giulia 21,73% para continuar  | Daniel 24,96% para continuar        | Sandra 21,41% para continuar                               | Alexandre 7,61% para continuar                      | Gabriel Roza 24,86% para vencer           |                 |
| Eliminado                   | Eliminado                   | Thiago Servo Não divulgado para entrar                                         | Kelly Não divulgado para entrar                                     | Gabriel Sequeira 2,49% para continuar | Lukinhas 17,15% para continuar | Babi 1,31% para continuar | Oliver 6,90% para continuar | Vic 2,89% para continuar | Murilo 72,02% para entrar | Antônio 3,36% para entrar | Bruno Camargo 11,67% para continuar | Stephanie Gomes 18,39% para continuar | Erick 15,69% para continuar        | Tiago Dionisio 20,69% para continuar | Ana Paula 5,96% para continuar         | Bruno Tálamo 25,81% para continuar | Medrado 16,75% para continuar         | Janielly 17% para continuar        | Victoria 23,73% para continuar | Murilo 19,11% para continuar  | Giulia 21,73% para continuar  | Daniel 24,96% para continuar        | Sandra 21,41% para continuar                               | Alexandre 7,61% para continuar                      | Gabriel Roza 24,86% para vencer           |                 |
| Eliminado                   | Eliminado                   | Thiago Servo Não divulgado para entrar                                         | Kelly Não divulgado para entrar                                     | Artur 2,53% para continuar | Lukinhas 17,15% para continuar | Aícha 1,36% para continuar | Oliver 6,90% para continuar | MC M10 3,20% para continuar | Murilo 72,02% para entrar | Antônio 3,36% para entrar | Bruno Camargo 11,67% para continuar | Stephanie Gomes 18,39% para continuar | Erick 15,69% para continuar        | Tiago Dionisio 20,69% para continuar | Ana Paula 5,96% para continuar         | Bruno Tálamo 25,81% para continuar | Medrado 16,75% para continuar         | Janielly 17% para continuar        | Victoria 23,73% para continuar | Murilo 19,11% para continuar  | Giulia 21,73% para continuar  | Daniel 24,96% para continuar        | Sandra 21,41% para continuar                               | Alexandre 7,61% para continuar                      | Gabriel Roza 24,86% para vencer           |                 |
| Eliminado                   | Eliminado                   | Thiago Servo Não divulgado para entrar                                         | Kelly Não divulgado para entrar                                     | Gui 2,80% para continuar | Lukinhas 17,15% para continuar | Aícha 1,36% para continuar | Maria 7,90% para continuar | MC M10 3,20% para continuar | Murilo 72,02% para entrar | Camilla 3,38% para entrar | Bruno Camargo 11,67% para continuar | Stephanie Gomes 18,39% para continuar | Erick 15,69% para continuar        | Tiago Dionisio 20,69% para continuar | Ana Paula 5,96% para continuar         | Bruno Tálamo 25,81% para continuar | Medrado 16,75% para continuar         | Janielly 17% para continuar        | Victoria 23,73% para continuar | Murilo 19,11% para continuar  | Giulia 21,73% para continuar  | Daniel 24,96% para continuar        | Sandra 21,41% para continuar                               | Alexandre 7,61% para continuar                      | Gabriel Roza 24,86% para vencer           |                 |
| Eliminado                   | Eliminado                   | Thiago Servo Não divulgado para entrar                                         | Kelly Não divulgado para entrar                                     | Douglas 3,04% para continuar | Lukinhas 17,15% para continuar | Tácito 1,41% para continuar | Maria 7,90% para continuar | Rayana 3,45% para continuar | Murilo 72,02% para entrar | Camilla 3,38% para entrar | Bruno Camargo 11,67% para continuar | Stephanie Gomes 18,39% para continuar | Erick 15,69% para continuar        | Tiago Dionisio 20,69% para continuar | Ana Paula 5,96% para continuar         | Bruno Tálamo 25,81% para continuar | Medrado 16,75% para continuar         | Janielly 17% para continuar        | Victoria 23,73% para continuar | Murilo 19,11% para continuar  | Giulia 21,73% para continuar  | Daniel 24,96% para continuar        | Sandra 21,41% para continuar                               | Alexandre 7,61% para continuar                      | Gabriel Roza 24,86% para vencer           |                 |
| Eliminado                   | Eliminado                   | Thiago Servo Não divulgado para entrar                                         | Kelly Não divulgado para entrar                                     | Thayra 3,51% para continuar | Lukinhas 17,15% para continuar | Tácito 1,41% para continuar | Carolina 8,28% para continuar | Rayana 3,45% para continuar | Murilo 72,02% para entrar | Dicesar 4,06% para entrar | Bruno Camargo 11,67% para continuar | Stephanie Gomes 18,39% para continuar | Erick 15,69% para continuar        | Tiago Dionisio 20,69% para continuar | Ana Paula 5,96% para continuar         | Bruno Tálamo 25,81% para continuar | Medrado 16,75% para continuar         | Janielly 17% para continuar        | Victoria 23,73% para continuar | Murilo 19,11% para continuar  | Giulia 21,73% para continuar  | Daniel 24,96% para continuar        | Sandra 21,41% para continuar                               | Alexandre 7,61% para continuar                      | Gabriel Roza 24,86% para vencer           |                 |
| Eliminado                   | Eliminado                   | Thiago Servo Não divulgado para entrar                                         | Kelly Não divulgado para entrar                                     | Yanne 3,55% para continuar | Lukinhas 17,15% para continuar | Tácito 1,41% para continuar | Carolina 8,28% para continuar | Rayana 3,45% para continuar | Murilo 72,02% para entrar | Dicesar 4,06% para entrar | Bruno Camargo 11,67% para continuar | Stephanie Gomes 18,39% para continuar | Erick 15,69% para continuar        | Tiago Dionisio 20,69% para continuar | Ana Paula 5,96% para continuar         | Bruno Tálamo 25,81% para continuar | Medrado 16,75% para continuar         | Janielly 17% para continuar        | Victoria 23,73% para continuar | Murilo 19,11% para continuar  | Giulia 21,73% para continuar  | Daniel 24,96% para continuar        | Sandra 21,41% para continuar                               | Alexandre 7,61% para continuar                      | Gabriel Roza 24,86% para vencer           |                 |
| Outras %                    | Outras %                    | Alexandre Não divulgado para entrar                                            | Ana Paula Não divulgado para entrar                                 | Fagner 4,97% para continuar | Ronaldo 19,62% para continuar  | Gus 1,71% para continuar | Antônio 9,88% para continuar | Camilla 3,64% para continuar | Murilo 27,98% para não entrar | Janielly 4,32% para entrar | Natália 32% para continuar          | Erick 38,06% para continuar           | Gyselle 37,67% para continuar      | Murilo 28,64% para continuar         | Gyselle 24,82% para continuar          | Gyselle 29,66% para continuar      | Daniel 22,35% para continuar          | Daniel 31,71% para continuar       | Ricardo 35,15% para continuar  | Giulia 21,72% para continuar  | Gyselle 37,99% para continuar | Natália 30,96% para continuar       | Natália 21,51% para continuar                              | Natália 20,37% para continuar                       | Thiago Servo 35,60% para vencer           |                 |
| Outras %                    | Outras %                    | Alexandre Não divulgado para entrar                                            | Ana Paula Não divulgado para entrar                                 | Oliver 7,12% para continuar | Ronaldo 19,62% para continuar  | Tati 2,26% para continuar | Antônio 9,88% para continuar | Erick 4,07% para continuar | Murilo 27,98% para não entrar | Erick 4,58% para entrar | Natália 32% para continuar          | Erick 38,06% para continuar           | Gyselle 37,67% para continuar      | Murilo 28,64% para continuar         | Gyselle 24,82% para continuar          | Gyselle 29,66% para continuar      | Daniel 22,35% para continuar          | Daniel 31,71% para continuar       | Ricardo 35,15% para continuar  | Giulia 21,72% para continuar  | Gyselle 37,99% para continuar | Natália 30,96% para continuar       | Natália 21,51% para continuar                              | Natália 20,37% para continuar                       | Thiago Servo 35,60% para vencer           |                 |
| Outras %                    | Outras %                    | Bruno Camargo Não divulgado para entrar                                        | Faby Não divulgado para entrar                                      | Oliver 7,12% para continuar | Ronaldo 19,62% para continuar  | Erick 3,33% para continuar | Murilo 12,79% para continuar | Dicesar 4,69% para continuar | Murilo 27,98% para não entrar | Medrado 6,50% para entrar | Natália 32% para continuar          | Erick 38,06% para continuar           | Gyselle 37,67% para continuar      | Murilo 28,64% para continuar         | Gyselle 24,82% para continuar          | Gyselle 29,66% para continuar      | Daniel 22,35% para continuar          | Daniel 31,71% para continuar       | Ricardo 35,15% para continuar  | Giulia 21,72% para continuar  | Gyselle 37,99% para continuar | Natália 30,96% para continuar       | Natália 21,51% para continuar                              | Gyselle 21,52% para continuar                       | Thiago Servo 35,60% para vencer           |                 |
| Outras %                    | Outras %                    | Bruno Camargo Não divulgado para entrar                                        | Faby Não divulgado para entrar                                      | Rayana 9,01% para continuar | Ronaldo 19,62% para continuar  | Igor 4,87% para continuar | Murilo 12,79% para continuar | Gyselle 4,82% para continuar | Murilo 27,98% para não entrar | Tiago Dionisio 7,36% para entrar | Natália 32% para continuar          | Erick 38,06% para continuar           | Gyselle 37,67% para continuar      | Murilo 28,64% para continuar         | Natália 25,23% para continuar          | Gyselle 29,66% para continuar      | Alexandre 27,51% para continuar       | Daniel 31,71% para continuar       | Ricardo 35,15% para continuar  | Sandra 26,38% para continuar  | Gyselle 37,99% para continuar | Natália 30,96% para continuar       | Gyselle 24,34% para continuar                              | Gyselle 21,52% para continuar                       | Thiago Servo 35,60% para vencer           |                 |
| Outras %                    | Outras %                    | Bruno Tálamo Não divulgado para entrar                                         | Giulia Não divulgado para entrar                                    | Rayana 9,01% para continuar | Ronaldo 19,62% para continuar  | Oliver 6,68% para continuar | Murilo 12,79% para continuar | Murilo 6,60% para continuar | Murilo 27,98% para não entrar | Gyselle 7,97% para entrar | Natália 32% para continuar          | Erick 38,06% para continuar           | Gyselle 37,67% para continuar      | Murilo 28,64% para continuar         | Natália 25,23% para continuar          | Gyselle 29,66% para continuar      | Alexandre 27,51% para continuar       | Daniel 31,71% para continuar       | Ricardo 35,15% para continuar  | Sandra 26,38% para continuar  | Gyselle 37,99% para continuar | Natália 30,96% para continuar       | Gyselle 24,34% para continuar                              | Gyselle 21,52% para continuar                       | Thiago Servo 35,60% para vencer           |                 |
| Outras %                    | Outras %                    | Bruno Tálamo Não divulgado para entrar                                         | Giulia Não divulgado para entrar                                    | Antônio 11,82% para continuar | Glauco 63,23% para continuar   | Rayana 8,28% para continuar | Tiago Dionisio 14,29% para continuar | Tiago Dionisio 7,43% para continuar | Murilo 27,98% para não entrar | Thiago Servo 9,78% para entrar | Bruno Tálamo 56,33% para continuar  | Tiago Dionisio 43,55% para continuar  | Thiago Servo 46,64% para continuar | Ana Paula 50,67% para continuar      | Natália 25,23% para continuar          | Thiago Servo 44,53% para continuar | Alexandre 27,51% para continuar       | Gabriel Roza 51,29% para continuar | Giulia 41,12% para continuar   | Sandra 26,38% para continuar  | Daniel 40,28% para continuar  | Thiago Servo 40,18% para continuar  | Gyselle 24,34% para continuar                              | Gabriel Roza 22,52% para continuar                  | Thiago Servo 35,60% para vencer           |                 |
| Outras %                    | Outras %                    | Daniel Não divulgado para entrar                                               | Stephanie Gomes Não divulgado para entrar                           | Antônio 11,82% para continuar | Glauco 63,23% para continuar   | Murilo 8,36% para continuar | Tiago Dionisio 14,29% para continuar | Gabriel Roza 15,14% para continuar | Murilo 27,98% para não entrar | Natália 10,12% para entrar | Bruno Tálamo 56,33% para continuar  | Tiago Dionisio 43,55% para continuar  | Thiago Servo 46,64% para continuar | Ana Paula 50,67% para continuar      | Natália 25,23% para continuar          | Thiago Servo 44,53% para continuar | Alexandre 27,51% para continuar       | Gabriel Roza 51,29% para continuar | Giulia 41,12% para continuar   | Sandra 26,38% para continuar  | Daniel 40,28% para continuar  | Thiago Servo 40,18% para continuar  | Gyselle 24,34% para continuar                              | Gabriel Roza 22,52% para continuar                  | Thiago Servo 35,60% para vencer           |                 |
| Outras %                    | Outras %                    | Daniel Não divulgado para entrar                                               | Stephanie Gomes Não divulgado para entrar                           | Gyselle 14,37% para continuar | Glauco 63,23% para continuar   | Janielly 9,46% para continuar | Tiago Dionisio 14,29% para continuar | Natália 18,14% para continuar | Murilo 27,98% para não entrar | Sandra 13,46% para entrar | Bruno Tálamo 56,33% para continuar  | Tiago Dionisio 43,55% para continuar  | Thiago Servo 46,64% para continuar | Ana Paula 50,67% para continuar      | Thiago Servo 43,99% para continuar     | Thiago Servo 44,53% para continuar | Gabriel Roza 33,39% para continuar    | Gabriel Roza 51,29% para continuar | Giulia 41,12% para continuar   | Gyselle 32,79% para continuar | Daniel 40,28% para continuar  | Thiago Servo 40,18% para continuar  | Thiago Servo 32,74% para continuar                         | Gabriel Roza 22,52% para continuar                  | Thiago Servo 35,60% para vencer           |                 |
| Outras %                    | Outras %                    | Ricardo Não divulgado para entrar                                              | Victoria Não divulgado para entrar                                  | Gyselle 14,37% para continuar | Glauco 63,23% para continuar   | Tiago Dionisio 9,77% para continuar | Natália 26,48% para continuar | Natália 18,14% para continuar | Murilo 27,98% para não entrar | Sandra 13,46% para entrar | Bruno Tálamo 56,33% para continuar  | Tiago Dionisio 43,55% para continuar  | Thiago Servo 46,64% para continuar | Ana Paula 50,67% para continuar      | Thiago Servo 43,99% para continuar     | Thiago Servo 44,53% para continuar | Gabriel Roza 33,39% para continuar    | Gabriel Roza 51,29% para continuar | Giulia 41,12% para continuar   | Gyselle 32,79% para continuar | Daniel 40,28% para continuar  | Thiago Servo 40,18% para continuar  | Thiago Servo 32,74% para continuar                         | Thiago Servo 27,98% para continuar                  | Thiago Servo 35,60% para vencer           |                 |
| Outras %                    | Outras %                    | Ricardo Não divulgado para entrar                                              | Victoria Não divulgado para entrar                                  | Camilla 15,35% para continuar | Glauco 63,23% para continuar   | Maria 10,93% para continuar | Natália 26,48% para continuar | Sandra 18,46% para continuar | Murilo 27,98% para não entrar | Gabriel Roza 14,02% para entrar | Bruno Tálamo 56,33% para continuar  | Tiago Dionisio 43,55% para continuar  | Thiago Servo 46,64% para continuar | Ana Paula 50,67% para continuar      | Thiago Servo 43,99% para continuar     | Thiago Servo 44,53% para continuar | Gabriel Roza 33,39% para continuar    | Gabriel Roza 51,29% para continuar | Giulia 41,12% para continuar   | Gyselle 32,79% para continuar | Daniel 40,28% para continuar  | Thiago Servo 40,18% para continuar  | Thiago Servo 32,74% para continuar                         | Thiago Servo 27,98% para continuar                  | Thiago Servo 35,60% para vencer           |                 |
| Outras %                    | Outras %                    | Ricardo Não divulgado para entrar                                              | Victoria Não divulgado para entrar                                  | Camilla 15,35% para continuar | Glauco 63,23% para continuar   | Gabriel Roza 24,15% para continuar | Natália 26,48% para continuar | Sandra 18,46% para continuar | Murilo 27,98% para não entrar | Gabriel Roza 14,02% para entrar | Bruno Tálamo 56,33% para continuar  | Tiago Dionisio 43,55% para continuar  | Thiago Servo 46,64% para continuar | Ana Paula 50,67% para continuar      | Thiago Servo 43,99% para continuar     | Thiago Servo 44,53% para continuar | Gabriel Roza 33,39% para continuar    | Gabriel Roza 51,29% para continuar | Giulia 41,12% para continuar   | Gyselle 32,79% para continuar | Daniel 40,28% para continuar  | Thiago Servo 40,18% para continuar  | Thiago Servo 32,74% para continuar                         | Thiago Servo 27,98% para continuar                  | Thiago Servo 35,60% para vencer           |                 |

#### Legenda
|  | Mansão |  |  | Vila |

## Classificação geral
| Pos.  | Participante       | Meio de indicação                     | % dos votos | Eliminado em |
| ----- | ------------------ | ------------------------------------- | ----------- | ------------ |
| 1     | Thiago Servo       | Finalista                             | 35,60%      | —            |
| 2     | Gabriel Roza       | Finalista                             | 24,86%      | —            |
| 3     | Natália Deodato    | Finalista                             | 21,59%      | —            |
| 4     | Gyselle Soares     | Finalista                             | 17,95%      | —            |
| 5     | Alexandre Suita    | Participante Restante                 | 7,61%       | Semana 10    |
| 6     | Sandra Melquiades  | Prova Final                           | 21,41%      | Semana 10    |
| 7     | Daniel Toko        | Consequência da Mansão (Sandra)       | 24,96%      | Semana 10    |
| 8     | Ricardo Villardo   | Mansão (3 votos)                      | 3,90%       | Semana 10    |
| 9     | Giulia Garcia      | Votação Secreta (5 votos)             | 21,73%      | Semana 9     |
| 10    | Murilo Dias        | Consequência da Mansão (Sandra)       | 19,11%      | Semana 9     |
| 11    | Victoria Macan     | Votação Secreta (7 votos)             | 23,73%      | Semana 8     |
| 12    | Janielly Nogueira  | Prova da Virada (Alexandre)           | 17%         | Semana 7     |
| 13    | Medrado            | Consequência da Mansão (Thiago Servo) | 16,75%      | Semana 7     |
| 14    | Bruno Tálamo       | Prova da Virada (Natália)             | 25,81%      | Semana 6     |
| 15    | Ana Paula Almeida  | Donas (Janielly e Natália)            | 5,96%       | Semana 6     |
| 16    | Tiago Dionisio     | Prova da Virada (Bruno Tálamo)        | 20,69%      | Semana 5     |
| 17    | Faby Monarca       | Desistente                            | Desistente  | Semana 5     |
| 18    | Erick Ricarte      | Votação Secreta (10 votos)            | 15,69%      | Semana 4     |
| 19    | Stephanie Gomes    | Mansão (8 votos)                      | 18,39%      | Semana 3     |
| 20    | Bruno Camargo      | Prova da Virada (Thiago Servo)        | 11,67%      | Semana 2     |
| 21    | Dicesar Ferreira   | Prova da Zona de Risco                | 4,06%       | Semana 1     |
| 22    | Camilla Uckers     | Prova da Zona de Risco                | 3,38%       | Semana 1     |
| 23    | Antônio Rafaski    | Prova da Zona de Risco                | 3,36%       | Semana 1     |
| 24    | Glauco Marciano    | Prova da Zona de Risco                | 3,33%       | Semana 1     |
| 25    | Niick Donato       | Prova da Zona de Risco                | 2,26%       | Semana 1     |
| 26    | Lary Bottino       | Prova da Zona de Risco                | 1,76%       | Semana 1     |
| 27    | Davi Oliveira      | Prova da Zona de Risco                | 1,19%       | Semana 1     |
| 28    | Kelly Santos       | Prova da Zona de Risco                | 0,89%       | Semana 1     |
| 29    | Layssa Souza       | Prova da Zona de Risco                | 0,87%       | Semana 1     |
| 30    | Hulk Magrelo       | Prova da Zona de Risco                | 0,79%       | Semana 1     |
| 31    | Rayana Diniz       | Dono (Thiago Servo)                   | 3,45%       | Semana 1     |
| 32    | MC M10             | Dinâmica da Vila                      | 3,20%       | Semana 1     |
| 33    | Vic Silva          | Dono (Thiago Servo)                   | 2,89%       | Semana 1     |
| 34    | Érika Coimbra      | Dinâmica da Vila                      | 2,01%       | Semana 1     |
| 35    | Gus Saran          | Dinâmica da Vila                      | 1,63%       | Semana 1     |
| 36    | Blade              | Dinâmica da Vila                      | 1,14%       | Semana 1     |
| 37    | Cleyton Mendes     | Dono (Glauco)                         | 1,09%       | Semana 1     |
| 38    | Tati Bambolê       | Dinâmica da Vila                      | 1,08%       | Semana 1     |
| 39    | Day Oliveira       | Dinâmica da Vila                      | 0,52%       | Semana 1     |
| 40    | Carolina Lekker    | Dono (Glauco)                         | 8,28%       | Semana 1     |
| 41    | Maria Oliveira     | Dono (Thiago Servo)                   | 7,90%       | Semana 1     |
| 42    | Marcos Oliver      | Dono (Thiago Servo)                   | 6,90%       | Semana 1     |
| 43    | Igor Cavallo       | Dono (Thiago Servo)                   | 6,75%       | Semana 1     |
| 44    | Stéphanie Souza    | Dono (Glauco)                         | 2,45%       | Semana 1     |
| 45    | Fagner Sousa       | Dono (Glauco)                         | 1,34%       | Semana 1     |
| 46    | Monsueto           | Dono (Glauco)                         | 1,01%       | Semana 1     |
| 47    | Ronaldo Moura      | Dona (Kelly)                          | 0,92%       | Semana 1     |
| 48    | Mirian Carter      | Dono (Thiago Servo)                   | 0,69%       | Semana 1     |
| 49    | Jaqueline Moderna  | Dono (Glauco)                         | 0,32%       | Semana 1     |
| 50    | Tácito Cury        | Dono (Thiago Servo)                   | 1,41%       | Semana 1     |
| 51    | Aícha Mubobo       | Dono (Thiago Servo)                   | 1,36%       | Semana 1     |
| 52    | Babi Cris          | Dono (Thiago Servo)                   | 1,31%       | Semana 1     |
| 53    | Hagda Kerolayne    | Dona (Kelly)                          | 1,27%       | Semana 1     |
| 54    | Nathan Camargo     | Dona (Kelly)                          | 1,19%       | Semana 1     |
| 55    | Jhon Falcão        | Dona (Kelly)                          | 0,97%       | Semana 1     |
| 56–57 | Rafa Sant          | Dono (Thiago Servo)                   | 0,93%       | Semana 1     |
| 56–57 | Francis Souza      | Dona (Kelly)                          | 0,93%       | Semana 1     |
| 58    | Carol Imoniana     | Dono (Thiago Servo)                   | 0,83%       | Semana 1     |
| 59    | Lukinhas           | Dono (Thiago Servo)                   | 17,15%      | Semana 1     |
| 60    | Elisa Guerreira    | Retirada                              | Retirada    | Semana 1     |
| 61    | Yanne Anttunes     | Dona (Kelly)                          | 3,55%       | Semana 1     |
| 62    | Thayra Machado     | Dono (Thiago Servo)                   | 3,51%       | Semana 1     |
| 63    | Douglas Martins    | Dona (Kelly)                          | 3,04%       | Semana 1     |
| 64    | Gui Dams           | Dono (Glauco)                         | 2,80%       | Semana 1     |
| 65    | Artur Frances      | Dono (Glauco)                         | 2,53%       | Semana 1     |
| 66    | Gabriel Sequeira   | Dona (Kelly)                          | 2,49%       | Semana 1     |
| 67    | Kaline França      | Dona (Kelly)                          | 2,32%       | Semana 1     |
| 68    | Will Barba         | Dono (Thiago Servo)                   | 2,12%       | Semana 1     |
| 69    | Leo Rodriguez      | Dona (Kelly)                          | 1,92%       | Semana 1     |
| 70    | Leandro Ryco       | Dono (Glauco)                         | 1,91%       | Semana 1     |
| 71    | MC Mello           | Dona (Kelly)                          | 1,90%       | Semana 1     |
| 72    | Carlos Câmara      | Dona (Kelly)                          | 1,63%       | Semana 1     |
| 73    | Tailane Peixoto    | Dono (Thiago Servo)                   | 1,45%       | Semana 1     |
| 74    | Jaqueline Santos   | Dono (Thiago Servo)                   | 1,40%       | Semana 1     |
| 75    | Ellie              | Dono (Thiago Servo)                   | 1,08%       | Semana 1     |
| 76    | Ítalo Coutinho     | Dono (Glauco)                         | 1%          | Semana 1     |
| 77    | Jemilly Brenda     | Dono (Glauco)                         | 0,84%       | Semana 1     |
| 78    | Priscila Parizotto | Dona (Kelly)                          | 0,71%       | Semana 1     |
| 79    | Fernando Bueno     | Dona (Kelly)                          | 0,68%       | Semana 1     |
| 80    | Jeferson Santos    | Dona (Kelly)                          | 0,48%       | Semana 1     |

## Audiência
- Os dados são providos pelo Kantar IBOPE Media e se referem ao público da Grande São Paulo.

| Data de transmissão | SEG             | TER             | QUA             | QUI             | SEX             | SÁB             | DOM             | Média semanal |
| ------------------- | --------------- | --------------- | --------------- | --------------- | --------------- | --------------- | --------------- | ------------- |
| 02/05/2023          | —               | 4,2             | —               | —               | —               | —               | —               | 4,2           |
| 08/05 a 14/05/2023  | 4,2             | 4,2             | 4,4             | 4,2             | 3,8             | 3,4             | 4,3             | 4,1           |
| 15/05 a 21/05/2023  | 3,8             | 4,0             | 3,8             | 4,0             | 4,1             | 3,4             | 4,4             | 3,9           |
| 22/05 a 28/05/2023  | 3,6             | 4,2             | 4,4             | 4,3             | 4,3             | 3,5             | 4,0             | 4,0           |
| 29/05 a 04/06/2023  | 3,8             | 4,2             | 4,3             | 4,6             | 4,5             | 4,1             | 3,6             | 4,1           |
| 05/06 a 11/06/2023  | 4,3             | 4,8             | 5,2             | 4,3             | 4,2             | 3,2             | 4,0             | 4,3           |
| 12/06 a 18/06/2023  | 3,8             | 5,0             | 4,6             | 4,4             | 4,5             | 4,0             | 4,5             | 4,4           |
| 19/06 a 25/06/2023  | 4,0             | 4,4             | 5,2             | 4,5             | 4,2             | 3,5             | 4,6             | 4,3           |
| 26/06 a 02/07/2023  | 4,9             | 4,5             | 4,3             | 4,3             | 4,0             | 4,0             | 3,8             | 4,3           |
| 03/07 a 09/07/2023  | 4,2             | 4,8             | 4,5             | 4,5             | 4,0             | 3,1             | 3,6             | 4,1           |
| 10/07 a 16/07/2023  | 4,8             | 5,2             | 4,8             | 4,2             | 4,0             | 3,5             | 3,6             | 4,3           |
| 17/07 a 20/07/2023  | 4,5             | 3,7             | 5,3             | 5,0             | —               | —               | —               | 4,6           |
| 08/05 a 20/07/2023  | Média da edição | Média da edição | Média da edição | Média da edição | Média da edição | Média da edição | Média da edição | 4,2           |

- Em 2023, cada ponto representou 76,9 mil domicílios ou 206,6 mil pessoas na Grande São Paulo.[122]